# Stan Wawrinka
Stanislas «Stan» Wawrinka [vavriŋka] (* 28. März 1985 in Lausanne) ist ein Schweizer Tennisspieler. Er spielt seit 2002 auf der ATP World Tour. Am 12. Mai 2008 stand er erstmals unter den Top Ten der Tennisweltrangliste. Im selben Jahr wurde er mit Roger Federer Olympiasieger im Doppel. Vom 17. April 2013 bis 1. Oktober 2017 wurde er vom ehemaligen schwedischen Tennisspieler Magnus Norman trainiert, mit dem er am 26. Januar 2014 seinen bis dahin grössten Einzel-Erfolg erreichte, den Titelgewinn bei den Australian Open. Durch diesen Sieg erreichte er mit Position 3 der Weltrangliste die bisher beste Platzierung seiner Karriere. 2015 gewann er den Final der French Open und 2016 den der US Open, jeweils gegen Novak Đoković.
Seine bevorzugten Beläge sind Sand- und Hartplätze. Seine besondere Stärke ist die einhändige Rückhand, die zu den besten der Welt gehört.

## Kindheit und Jugend
Stan Wawrinka wuchs zusammen mit seinem Bruder Jonathan und seinen zwei Schwestern Djanaée und Naélla auf einem Bauernhof in Saint-Barthélemy auf. Dem Hof ist ein Behindertenheim angeschlossen. Sein Grossvater, der aus Deutschland in die Schweiz eingewandert war (sein Urgrossvater hatte die Tschechoslowakei bereits 1946 verlassen), war Bio-Bauer. Sein Vater Wolfram Wawrinka, früher selber Landwirt, und seine Mutter Isabelle Wawrinka arbeiten beide für das Behindertenheim. Stanislas besuchte die Rudolf-Steiner-Schule im rund 12 km entfernten Crissier.
Zum Tennis kamen Wawrinka und sein drei Jahre älterer Bruder durch Freunde der Eltern aus dem Elsass, deren Söhne Dimitri und Gregory Zavialoff auf dem Hof der Wawrinkas ihre Sommerferien verbrachten und dort auf dem Tennisplatz Bälle schlugen. Dimitri Zavialoff wurde später für 15 Jahre Wawrinkas Trainer.
Im Tennisclub Echallens begann Wawrinka mit dem Tennisspielen. Da Dimitri Zavialoff damals gerade seine Ausbildung zum Tennislehrer beendet hatte, wurde er von Wawrinkas Eltern engagiert. Er wurde Wawrinkas Trainer und absolvierte mit ihm drei Winter-Trainingslager in Barcelona, in denen er ihn auf das professionelle Tennis vorbereiten sollte. Mit 16 Jahren nahm Wawrinka an den European Championships teil, bei denen er den Halbfinal erreichte.

## Karriere

### Beginn der Profikarriere (2002–2004)
Seine ersten Versuche auf der Profitour machte Wawrinka bei ITF-Turnieren. 2003 erreichte er seinen ersten Final im spanischen Cartagena, das er gegen Iván Navarro in drei Sätzen verlor. Im selben Jahr gewann er zwei Turniere auf der ATP Challenger Tour und sammelte erste Erfahrungen auf der ATP World Tour, da er insgesamt drei Wildcards von Turnierleitungen erhielt. Bei den French Open gewann er seinen einzigen Grand-Slam-Titel auf Juniorenebene. Im Final besiegte er den rund einen Monat jüngeren Brian Baker mit 7:5, 4:6 und 6:3. Das Jahr beendete er auf Position 171 der Weltrangliste. Bereits ein Jahr später gab er sein Debüt im Schweizer Davis-Cup-Team gegen Rumänien, verlor jedoch sein erstes Spiel gegen Victor Hănescu in drei Sätzen. Wieder konnte er zwei Titel auf der Challenger Tour gewinnen; im Laufe des Jahres nahm er an insgesamt sechs Turnieren der ATP World Tour teil, verlor jedoch jeweils sein Auftaktspiel.

### Erster Turniersieg und Einzug in die Top 100 der Weltrangliste (2005–2007)
Der definitive Durchbruch auf der Profitour gelang Wawrinka in der Saison 2005, als er unter anderem an drei der vier Grand-Slam-Turniere teilnahm und sowohl bei den French Open als auch bei den US Open jeweils in die dritte Runde einzog. Im Juli 2005 spielte er sich erstmals in den Final eines ATP-Turniers. Bei seinem Heimturnier in Gstaad stand er dem Argentinier Gastón Gaudio gegenüber, musste sich am Ende aber in zwei Sätzen klar geschlagen geben. Mit seinen Siegen in den Davis-Cup-Play-offs über Andy Murray und Alan Mackin hatte Wawrinka grossen Anteil am Verbleib der Schweizer Davis-Cup-Mannschaft in der Weltgruppe. Das Endresultat gegen die Briten lautete schliesslich 5:0. Am Ende des Jahres stand er auf Position 55 der Weltrangliste; damit hatte er im Laufe des Jahres 114 Plätze gutgemacht.
Das Jahr 2006 begann er mit einer Erstrundenniederlage in Doha und dem Einzug in den Halbfinal von Auckland. Im Juli konnte Wawrinka seinen ersten Turniersieg auf der ATP World Tour feiern. Beim Turnier im kroatischen Umag profitierte er im Final beim Stande von 6:6 von der Aufgabe seines Gegners Novak Đoković. Bei den US Open erreichte er wie im Vorjahr die dritte Runde, und gegen Ende der Saison spielte er sich beim Turnier in Basel noch einmal in den Halbfinal, den er gegen Fernando González verlor. Das Jahr beendete Wawrinka an Position 30 der Weltrangliste, womit er nochmals 25 Plätze im Vergleich zum Vorjahr gutmachen konnte.
Nach einem eher mässigen Start in die Saison 2007 schaffte er bei den Australian Open den Sprung in die dritte Runde. Danach schied er bei sieben der nächsten acht Turniere jeweils in der ersten Runde aus. Lediglich bei den French Open überstand er die erste Runde, ging aber in der folgenden erneut als Verlierer vom Platz. Im Juli spielte er sich dann beim ATP-Turnier von Stuttgart bis in den Final. Dort unterlag er dem Weltranglistenzweiten Rafael Nadal mit 4:6 und 5:7. Bei den US Open überstand er erstmals bei einem Grand-Slam-Turnier die ersten drei Runden. Nach Fünfsatzsiegen in der ersten und dritten Runde musste Wawrinka auch in seinem Achtelfinal gegen Juan Ignacio Chela über die volle Distanz gehen. Er verlor das Match knapp mit 6:4, 2:6, 6:7 (6:8), 6:1 und 4:6. Im Oktober stand er in Wien zum vierten Mal in einem Final auf der ATP World Tour, musste gegen Novak Đoković jedoch seine dritte Endspielniederlage hinnehmen.

### Erstmalige Positionierung in den Top Ten (2008–2012)

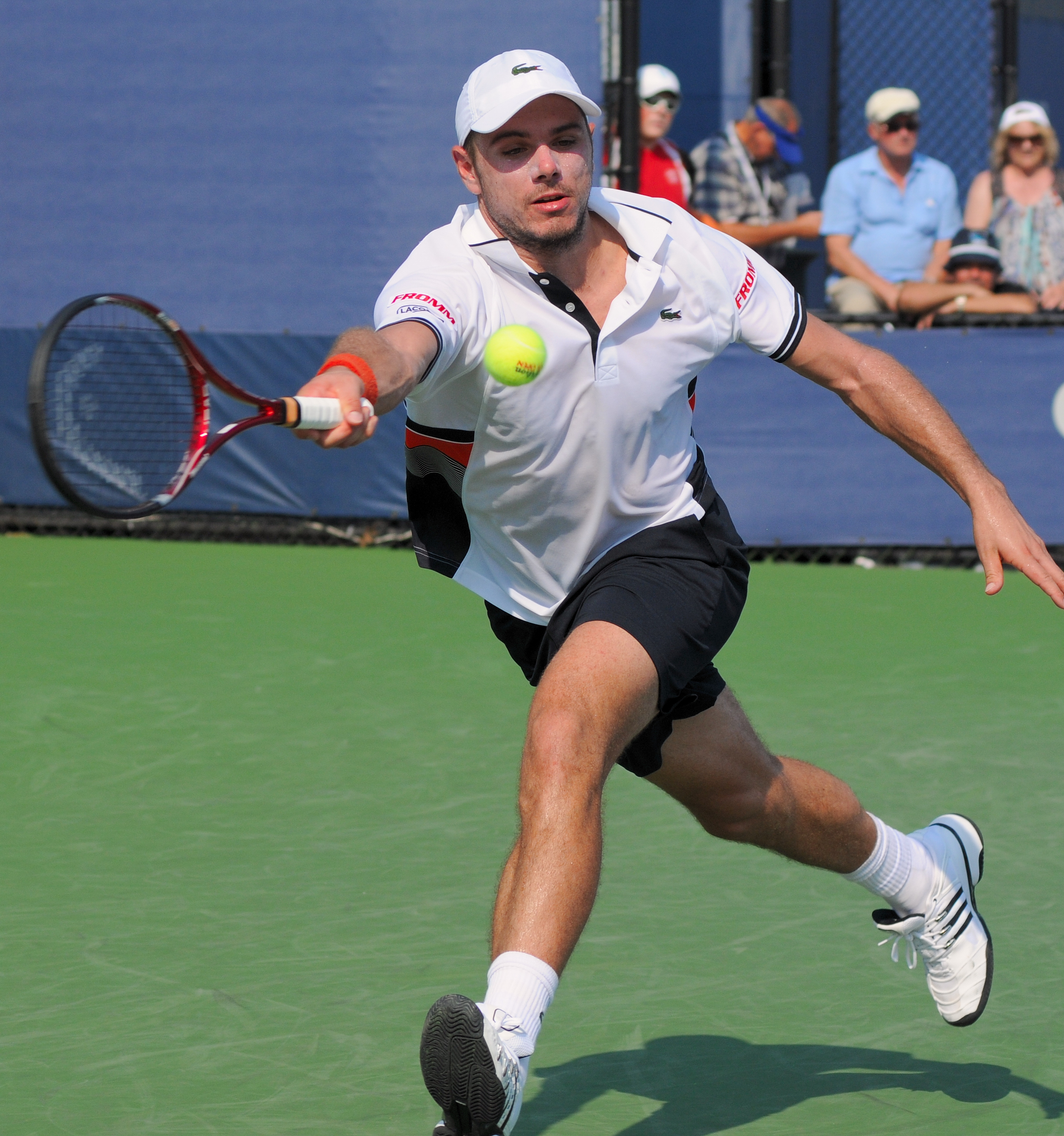
Stan Wawrinka bei den US Open 2010

Gleich beim ersten Turnier des Jahres erreichte Wawrinka den Final des ATP-Turniers von Doha, unterlag dort aber dem Briten Andy Murray in drei Sätzen. In Indian Wells schaffte er erstmals in seiner Karriere den Sprung in den Viertelfinal eines Masters-Turniers. Sein bestes Resultat in der Saison 2008 erreichte er beim Masters-Turnier von Rom, bei dem er in seinen sechsten ATP-Final einzog, diesen aber gegen Novak Đoković in drei Sätzen verlor. Durch diesen Erfolg schaffte er erstmals den Sprung in die Top Ten der Weltrangliste. Bei den folgenden French Open erreichte er erstmals die dritte Runde, schied dort aber gegen Fernando González aus. Nach dem Turnier nahm er mit Platz 9 seine bis dahin höchste Platzierung in der Weltrangliste ein. In Wimbledon schaffte er zum ersten Mal den Sprung in den Achtelfinal eines Grand-Slam-Turniers.
Bei den Olympischen Spielen 2008 in Peking gehörte Wawrinka zum Aufgebot des Schweizer Teams. Er trat im Einzel sowie im Doppel an der Seite des Weltranglistenersten Roger Federer an. Während er im Einzelbewerb schon in der zweiten Runde gegen Jürgen Melzer ausschied, konnte er zusammen mit Roger Federer den Doppelfinal gegen die Schweden Simon Aspelin und Thomas Johansson gewinnen. Diese Goldmedaille war der erste grosse Erfolg für Wawrinka. Die beiden Schweizer gaben während des ganzen Turniers nur einen einzigen Satz ab. Beim letzten Grand-Slam-Turnier des Jahres, den US Open, stand er erneut im Achtelfinal und beendete das Jahr schliesslich auf Position 13 der Weltrangliste.
Das Jahr 2009 begann Wawrinka mit dem Erreichen der dritten Runde bei den Australian Open. Beim Masters-Series-Turnier von Monte Carlo schaffte er es erstmals in den Halbfinal, wo er aber gegen Novak Đoković in drei Sätzen verlor. Bei den French Open gelang ihm nach 2005 zum zweiten Mal der Einzug in die dritte Runde, in der schliesslich das Turnier für ihn zu Ende war. Danach ging es zum Challenger-Turnier in Lugano, wo er seinen insgesamt fünften Challenger-Titel gewinnen konnte. In Wimbledon erreichte Wawrinka wie im Vorjahr den Achtelfinal, in dem er gegen Andy Murray in fünf Sätzen verlor. Diese Partie war die erste auf dem Center Court bei geschlossenem Dach ausgetragene, zugleich war es das am spätesten beendete Match in Wimbledon (22:38 Uhr). Im September hatte er mit seinem Sieg gegen Andreas Seppi im Davis Cup massgeblichen Anteil am Schweizer Verbleib in der Weltgruppe. In der ersten Runde verlor die Schweiz gegen die USA mit 1:4, wobei Wawrinka sein Spiel gegen James Blake gewinnen konnte. Am Saisonende stand er auf Position 21 der Weltrangliste.

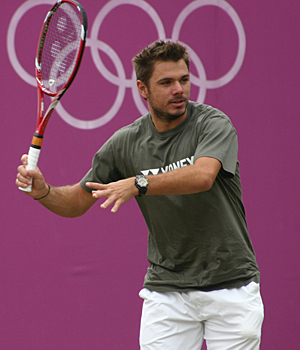
Stan Wawrinka bei den Olympischen Spielen 2012 in London

Im Januar 2010 zog er in Chennai in sein siebtes Endspiel ein, das er jedoch gegen Marin Čilić nach zwei Tie-Breaks verlor. Bei den Australian Open schied er in der dritten Runde ebenfalls gegen Čilić aus. Im April verbesserte er dann seine Finalspielbilanz auf 2:6, nachdem er beim Turnier in Casablanca den Final gegen Victor Hănescu mit 6:2 und 6:3 hatte gewinnen können. Bei den French Open erreichte er erstmals den Achtelfinal, wo er gegen seinen Landsmann und Freund Roger Federer deutlich in drei Sätzen verlor. Ab August 2010 war Peter Lundgren der neue Trainer von Wawrinka. Kurz zuvor hatte er sich von seinem langjährigen Trainer Dimitri Zavialoff getrennt, ohne dafür ernsthafte Gründe zu nennen. Bei den US Open erreichte Wawrinka zum ersten Mal überhaupt den Viertelfinal eines Grand-Slam-Turniers. Die Partie verlor er knapp in fünf Sätzen gegen Michail Juschny.
Im Januar 2011 konnte er in Chennai seinen dritten Turniersieg feiern, als er im Final den Belgier Xavier Malisse bezwang. Bei den Australian Open verlor Wawrinka im Viertelfinal gegen seinen Landsmann Roger Federer in drei Sätzen. Bei den French Open schied er wie bereits im Vorjahr gegen Federer im Achtelfinal nach einer Drei-Satz-Niederlage aus. In Wimbledon und den US Open war für Wawrinka jeweils in der zweiten Runde Schluss. Im September 2011 gab Wawrinka bekannt, dass er die Zusammenarbeit mit Peter Lundgren sofort beende und die Saison ohne Trainer weiterführen werde. Anschliessend konnte er lediglich bei seinem Heimturnier in Basel überzeugen, als er den Halbfinal erreichte und abermals gegen Federer verlor. Am Ende des Jahres stand er vier Plätze weiter vorne als zu Beginn der Saison, auf Position 17 der Weltrangliste.
Das Nationale Olympische Komitee der Schweiz gab am 23. Juli 2012 bekannt, dass Wawrinka bei den Olympischen Sommerspielen in London die Schweizer Delegation bei der Eröffnungsfeier als Fahnenträger anführen werde. Wawrinka trat sowohl im Einzel an als auch an der Seite von Federer zur Titelverteidigung im Doppel. Während er im Einzel in der ersten Runde gegen Andy Murray ausschied, überstanden er und Federer im Doppel die erste Runde; sie schieden schliesslich im Achtelfinal gegen das Duo Jonathan Erlich und Andy Ram aus. In Cincinnati erreichte er dann erstmals den Halbfinal, wo er jedoch gegen Federer in zwei Sätzen verlor. Damit verschlechterte sich seine Bilanz gegen Federer auf einen Sieg bei elf Niederlagen. Bei den US Open schied er im Achtelfinal gegen Novak Đoković aus. Mit seinem Sieg gegen Robin Haase hatte Wawrinka erneut massgeblichen Anteil am Verbleib der Schweizer Davis-Cup-Mannschaft in der Weltgruppe. Das Team gewann die Begegnung mit 3:2 gegen die Niederlande. Am Ende der Saison stand er wie bereits im Vorjahr auf Position 17 der Weltrangliste.

### Rückkehr in die Top Ten und erster Grand-Slam-Halbfinal (2013)

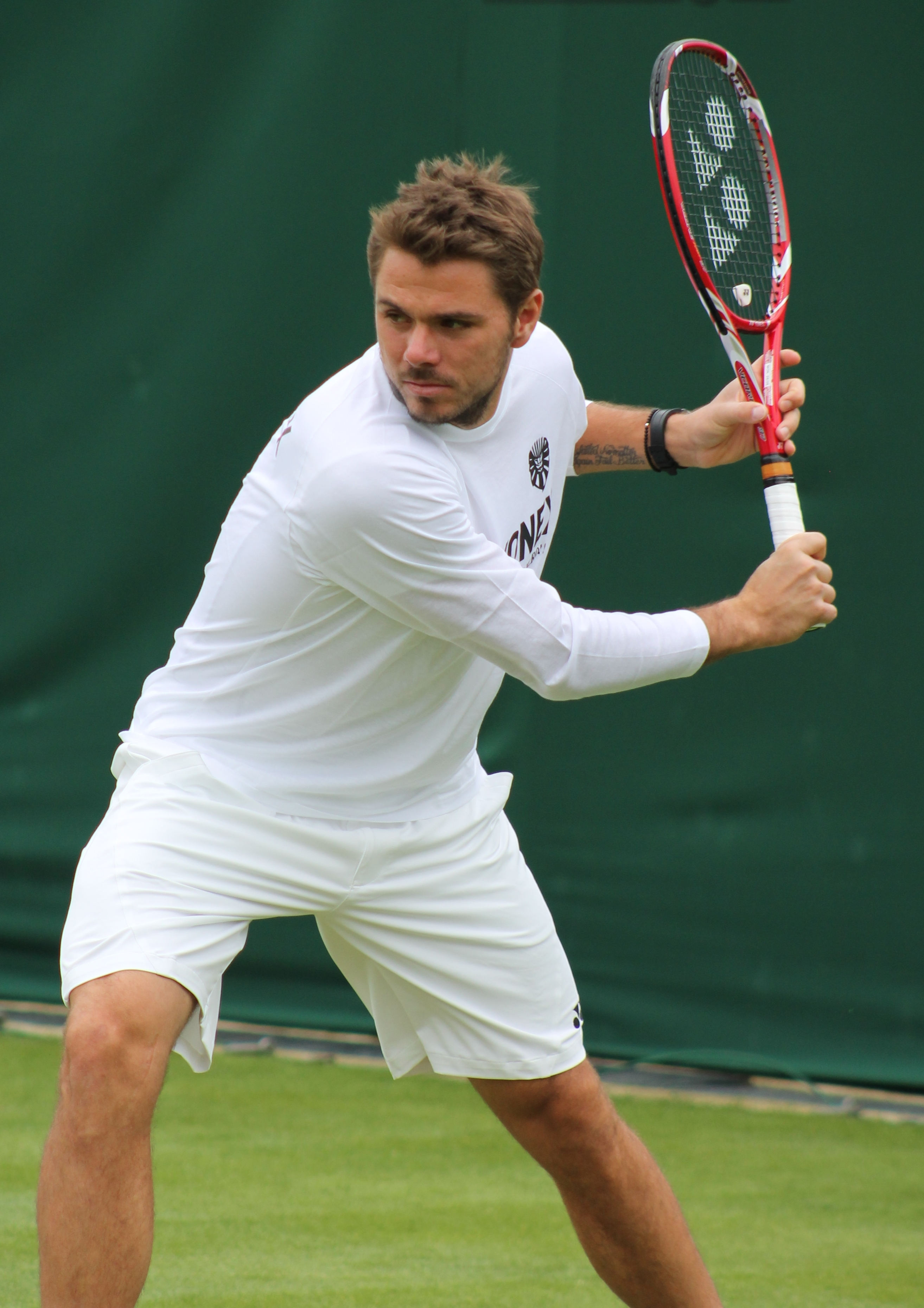
Stan Wawrinka 2013 in Wimbledon

Seine bislang beste Saison spielte Wawrinka 2013. Sein erstes Turnier bestritt er in Chennai, bei dem er zwar im Einzel bereits im Viertelfinal ausschied, jedoch im Doppel an der Seite von Benoît Paire das Turnier gewinnen konnte. Bei den darauffolgenden Australian Open traf er im Achtelfinal auf die Nummer 1, Novak Đoković. Nach deutlich gewonnenem Auftaktsatz und Breakvorsprung im zweiten gewann Đoković die Sätze zwei und drei, ehe Wawrinka zum 2:2 nach Sätzen ausgleichen konnte. Nach fünf Stunden und zwei Minuten Spielzeit setzte sich Đoković mit 12:10 im fünften Satz durch. Wawrinka selbst sprach nach seiner Niederlage von dem bislang besten Spiel seiner Karriere. Vor allem mental sei er überaus stark gewesen. Er sei stets ruhig geblieben und habe sich Chance für Chance erarbeitet, auch wenn es letztlich nicht für den Sieg gereicht habe. Nach einer dreiwöchigen Pause ging es für Wawrinka nach Buenos Aires, wo er sich beim Copa Claro bis in den Final spielte, in dem er dem topgesetzten David Ferrer in drei Sätzen unterlag.
Mit seinem Sieg im Achtelfinal gegen Andy Murray bei den Monte-Carlo Rolex Masters sicherte er seinem Landsmann Roger Federer die zweite Position in der Weltrangliste. Vor dem Turnier verpflichtete Wawrinka den Schweden Magnus Norman als neuen Trainer. Norman, der zuvor als Coach Robin Söderling in zwei Grand-Slam-Finals geführt hatte, sollte Wawrinka probeweise bei den wichtigen Turnieren zur Seite stehen.
Beim Turnier im portugiesischen Oeiras stand Wawrinka im Final erneut David Ferrer gegenüber, den er in zwei Sätzen mit 6:1 und 6:4 besiegen konnte. Damit feierte er seinen vierten Einzeltitel auf der ATP Tour. Eine Woche später stand er erneut im Final eines Sandplatzturniers. Nach Siegen über Tsonga im Viertelfinal und Tomáš Berdych im Halbfinal stand er im Final der Madrid Masters Rafael Nadal gegenüber: Wawrinka verlor mit 2:6 und 4:6. Durch den Finaleinzug sicherte er sich jedoch die Rückkehr in die Top Ten der Weltrangliste, unter denen er letztmals im Oktober 2008 gestanden hatte.
Aufgrund von Oberschenkelschmerzen, die er sich vor den French Open zugezogen hatte, war seine Teilnahme am zweiten Grand-Slam-Turnier des Jahres bis kurz vor Turnierbeginn unsicher. Dennoch entschied er sich anzutreten und war an Position 9 gesetzt. Nach Siegen über Thiemo de Bakker, Horacio Zeballos und Jerzy Janowicz traf er im Achtelfinal auf Richard Gasquet, den er trotz 0:2-Satzrückstand bezwingen konnte. Dadurch zog er erstmals in den Viertelfinal der French Open ein. Gegen Rafael Nadal verlor er diesen ein weiteres Mal ohne Satzgewinn mit 2:6, 3:6 und 1:6.

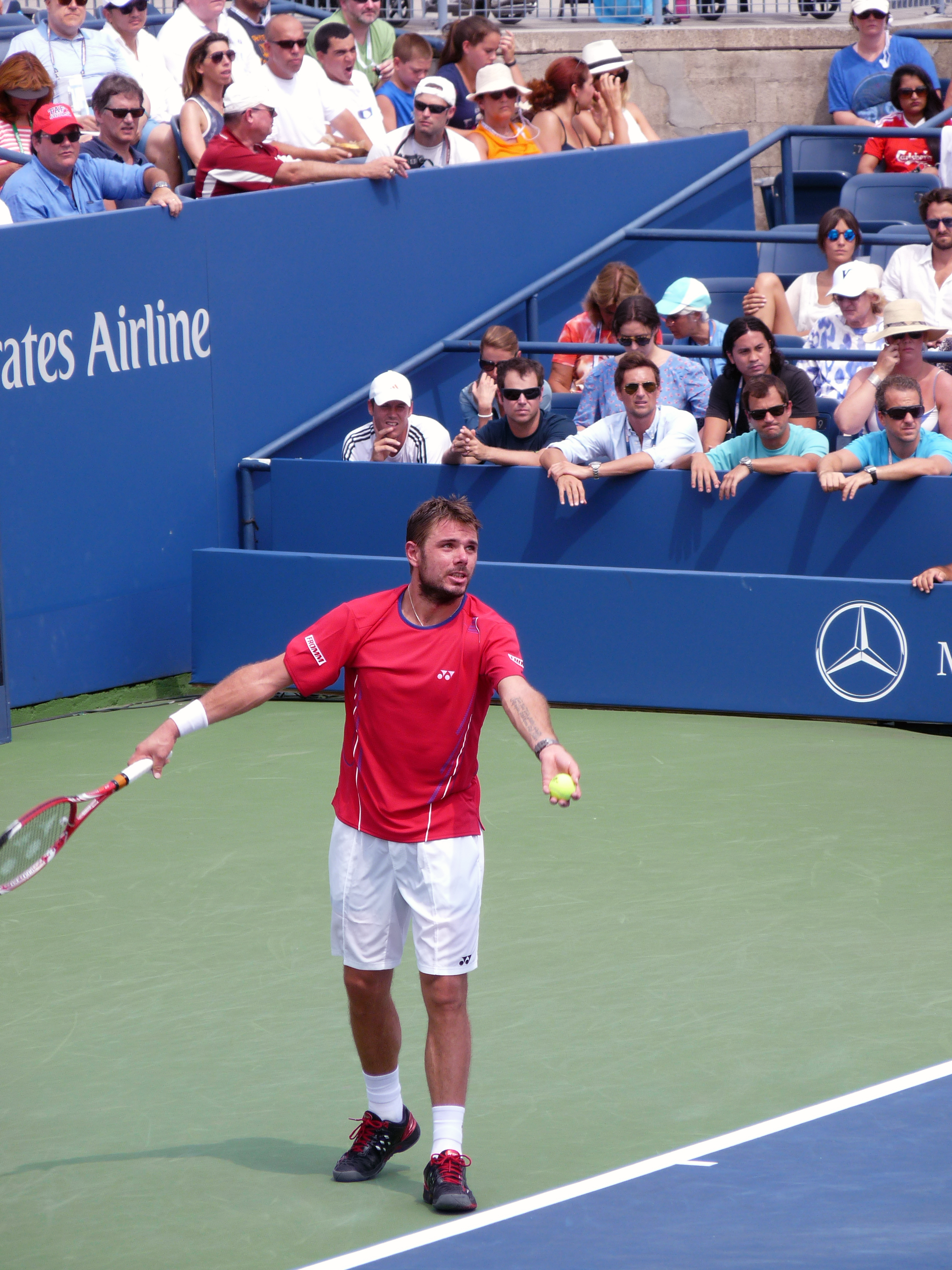
Stan Wawrinka bei den US Open 2013

In ’s-Hertogenbosch nahm Wawrinka bei den Topshelf Open teil, um sich auf das dritte Grand-Slam-Turnier des Jahres in Wimbledon vorzubereiten. An Nummer zwei gesetzt, spielte er sich in seinen vierten Final des Jahres und ging als klarer Favorit in die Partie. Er verlor jedoch gegen den Qualifikanten Nicolas Mahut deutlich in zwei Sätzen. In Wimbledon schied Wawrinka wie im Vorjahr bereits in der ersten Runde aus.
Dank eines überraschend deutlichen Sieges im Viertelfinal gegen Andy Murray bei den US Open erreichte Wawrinka erstmals in seiner Karriere den Halbfinal eines Grand-Slam-Turniers, in dem er auf den Weltranglistenersten Novak Đoković traf. Nach mit 6:2 gewonnenem ersten Satz verlor er den zweiten Satz im Tiebreak, entschied dann aber den dritten Satz wieder zu seinen Gunsten. Danach entschied Đoković die folgenden zwei Sätze für sich.
Trotz des frühen Ausscheidens bei den China Open erreichte er am 7. Oktober mit Platz 8 eine neue Bestmarke in der Weltrangliste. Im Kampf um die Teilnahme an den ATP World Tour Finals 2013 profitierte Wawrinka beim Masters-Turnier in Schanghai von der Erstrundenniederlage seines direkten Kontrahenten Richard Gasquet, der vor dem Turnier lediglich 20 Punkte hinter ihm gelegen hatte. Wawrinka hingegen zog in den Viertelfinal ein, wo er ein weiteres Mal ohne Satzgewinn gegen Nadal verlor, wobei er im ersten Satz drei Satzbälle nicht verwerten konnte. Da Tsonga bei den Shanghai Masters den Halbfinal erreichte, fiel Wawrinka wieder auf Position 9 der Weltrangliste zurück, zog jedoch erstmals im «Race-to-London-Ranking» an Roger Federer vorbei. In Basel scheiterte er wie im Vorjahr bereits in der ersten Runde.
Am 31. Oktober 2013 qualifizierte sich Wawrinka erstmals in seiner Karriere für die ATP World Tour Finals, als er seine Achtelfinalpartie gegen Nicolás Almagro bei den Paris Masters gewann und später sein Kontrahent Milos Raonic seine Partie verlor. In der Gruppenphase traf er dort auf den Weltranglistenersten Nadal, dessen spanischen Landsmann David Ferrer und Tomáš Berdych. Während er gegen Nadal einmal mehr das Nachsehen hatte, konnte er seine beiden anderen Gruppengegner jeweils in drei Sätzen besiegen und damit bei seiner ersten Teilnahme gleich in den Halbfinal einziehen. Hier traf er ein weiteres Mal auf Novak Đoković, dem er sich in zwei Sätzen klar geschlagen geben musste. Das Jahr schloss er auf Position 8 der Weltrangliste ab.

### Sieg bei den Australian Open und erster Masters-Titel (2014)

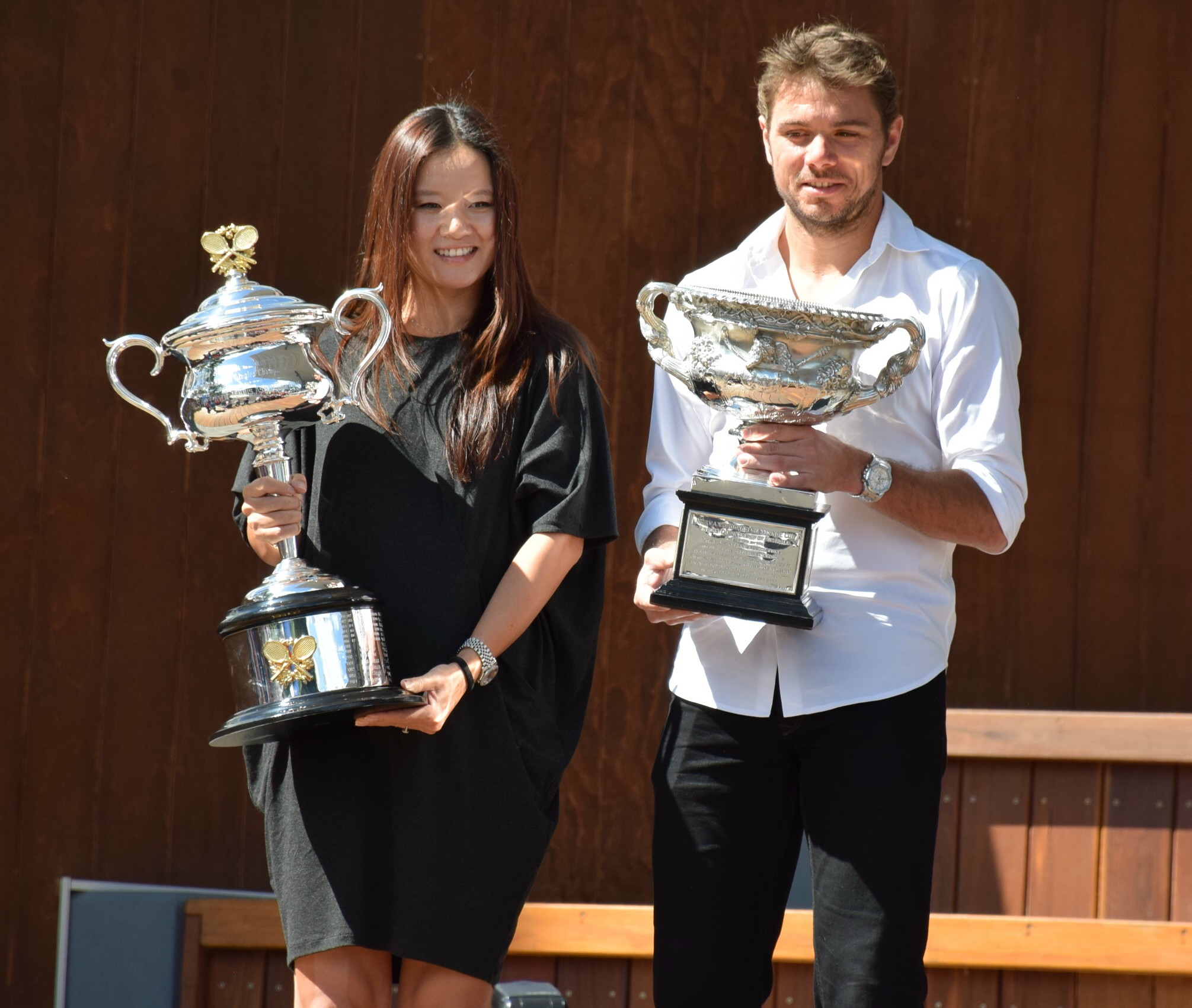
Australian-Open-Sieger Stan Wawrinka und Li Na

Im November 2013 gab Wawrinka bekannt, dass er die Zusammenarbeit mit seinem Trainer Magnus Norman verlängern und intensivieren werde. Norman habe sich dazu entschieden, künftig den Schweizer häufiger bei seinen Turnieren zu begleiten. Bereits bei seiner ersten Turnierteilnahme im neuen Jahr entschied Wawrinka das Turnier in Chennai für sich. Mit einem Zweisatzsieg über Édouard Roger-Vasselin gewann er erstmals ein Turnier zum zweiten Mal, nachdem er dort bereits 2011, damals im Final gegen Xavier Malisse, den Titel gewonnen hatte.
Den bislang grössten Erfolg seiner Karriere feierte er bei den Australian Open. In seinem ersten Final bei einem Grand-Slam-Turnier besiegte er Rafael Nadal in vier Sätzen. Bereits im Viertelfinal hatte er Novak Đoković geschlagen, gegen den er 2013 noch knapp in fünf Sätzen unterlegen war. Dessen Serie von 25 aufeinanderfolgenden Siegen bei den Australian Open war damit ebenfalls beendet. Durch diesen Sieg erspielte Wawrinka sich ein Preisgeld von umgerechnet rund 2,14 Mio. Schweizer Franken und rückte am 27. Januar 2014 auf Position 3 der Weltrangliste vor.
Dank einem 3:2-Sieg über Serbien erreichten Wawrinka und seine Teamkollegen erstmals seit 2004 wieder den Viertelfinal im Davis Cup. In den Tagen darauf gab Wawrinka für die Turniere in Montpellier, Rotterdam und Marseille seine Absage bekannt, da er sich zuvor eine Beinverletzung zugezogen hatte. Nach einer einmonatigen Pause trat er bei den Masters-Turnieren von Indian Wells und Miami an, bei denen er jeweils schon im Achtelfinal ausschied. Im Davis-Cup-Viertelfinal begann die Begegnung für Wawrinka ebenfalls nicht gut. Er verlor sein erstes Einzelmatch gegen den deutlich schlechter platzierten Andrei Golubew in drei Sätzen wie auch das Doppel an der Seite von Roger Federer. Durch Siege im zweiten Einzelmatch von ihm und auch von Federer gelang der Schweiz dennoch der Einzug in den Halbfinal.
Am 20. April 2014 feierte er mit einem 4:6, 7:6 (7:5) und 6:2 gegen seinen Landsmann Roger Federer im Final von Monte Carlo seinen ersten Titel bei einem Masters-Turnier. Bei den French Open 2014 verlor er in der ersten Runde überraschend gegen Guillermo García López. Um sich auf das dritte Grand-Slam-Turnier auf Rasen vorzubereiten, nahm Wawrinka bei den AEGON Championships teil, wo er bis in den Halbfinal vorstiess, diesen aber gegen Grigor Dimitrow in zwei Sätzen verlor. In Wimbledon war er, obwohl er zu diesem Zeitpunkt in der Weltrangliste die Nummer 3 war, nur an Position 5 gesetzt und traf somit bereits im Viertelfinal auf Roger Federer, der an Position 4 gesetzt war. Trotz gewonnenem Startsatz verlor er die Partie in vier Sätzen, erzielte aber dennoch sein bisher bestes Ergebnis in Wimbledon.
Aufgrund der verletzungsbedingten Absage von Nadal für die Masters-Turniere von Toronto und Cincinnati war Wawrinka bei diesen Turnieren jeweils an Position 3 gesetzt. In Toronto scheiterte er jedoch bereits im Achtelfinal an Kevin Anderson und in Cincinnati im Viertelfinal an Julien Benneteau.

### Sieg bei den French Open (2015)

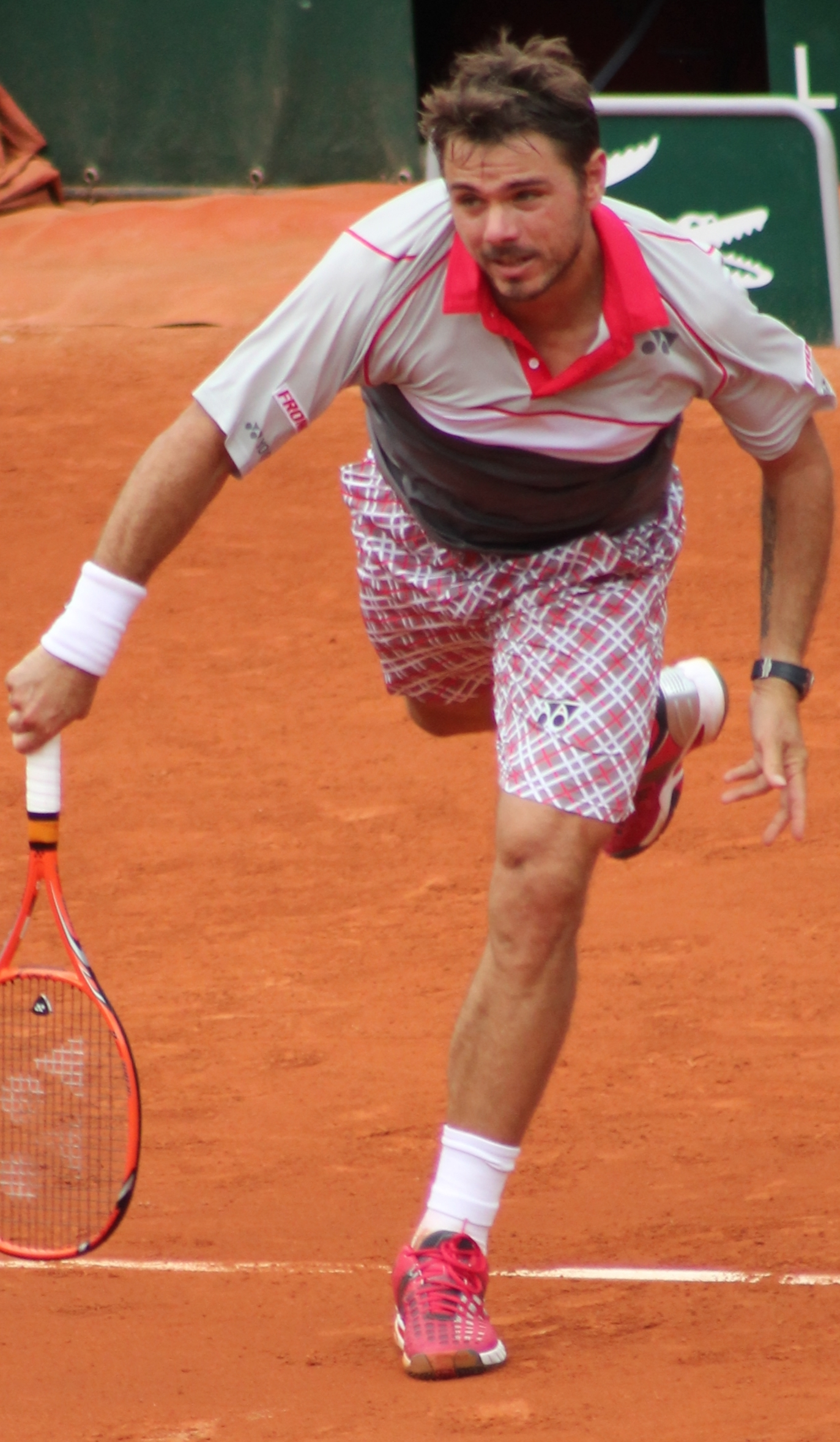
Stan Wawrinka 2015 bei den French Open

Nach der erfolgreichen Titelverteidigung in Chennai erreichte Wawrinka bei den Australian Open den Halbfinal, in dem er in fünf Sätzen gegen Novak Đoković verlor. Kurz darauf gewann er im Februar mit dem Turnier in Rotterdam seinen neunten Karrieretitel. Im Final besiegte er Tomáš Berdych in drei Sätzen. Bei den darauffolgenden Masters-Turnieren von Indian Wells, Miami, Monte Carlo und Madrid schied er jeweils spätestens im Achtelfinal aus den Turnieren aus. In Rom gelang ihm dann der erhoffte Befreiungsschlag, als er im Viertelfinal Rafael Nadal in zwei Sätzen besiegen konnte und in den Halbfinal vorstiess. Dort unterlag er seinem Landsmann Federer ebenfalls in zwei Sätzen.
Bei den French Open bezwang Wawrinka im Viertelfinal erstmals bei einem Grand-Slam-Turnier Roger Federer. Nach einem Halbfinalsieg über Jo-Wilfried Tsonga traf er im Endspiel auf Novak Đoković, den er mit 4:6, 6:4, 6:3 und 6:4 besiegte.
In Wimbledon überstand er die ersten vier Runden jeweils in drei Sätzen und erreichte damit zum zweiten Mal hintereinander den Viertelfinal, wo er auf Richard Gasquet traf. Nach dem Verlust des ersten Satzes gewann er die nächsten beiden Sätze, ehe er den vierten wieder verlor. Im fünften lag Wawrinka bereits mit 3:5 zurück und war zwei Punkte von der Niederlage entfernt, schaffte aber ein Rebreak. Erst beim Stande von 9:10 gelang Gasquet die Entscheidung, und er gewann das Match in fünf Sätzen.
Bei den US Open erreichte er zum zweiten Mal nach 2013 wieder den Halbfinal, den er gegen Roger Federer deutlich mit 4:6, 3:6 und 1:6 verlor. Damit qualifizierte er sich jedoch zum dritten Mal für den Saisonfinal in London. Im Oktober 2015 gewann er in Tokio gegen seinen Freund Benoît Paire sein zweites ATP-500er-Turnier. Im November besiegte er dann beim Saisonfinal in der Gruppenphase zuerst David Ferrer und später Andy Murray, wodurch er sich für den Halbfinal qualifizierte, den er gegen Federer verlor. Am Ende des Jahres stand er erneut auf dem vierten Weltranglistenplatz und holte sich mit 6900 Punkten einen persönlichen Rekord.

### Sieg bei den US Open (2016)
Den Titel in Chennai konnte Wawrinka zu Beginn der Saison 2016 bereits zum zweiten Mal verteidigen. Mit dem Zweisatz-Finalsieg gegen Borna Ćorić feierte er seinen viertel Titel in der indischen Metropole sowie seinen insgesamt 12. Turniersieg. Eine Woche später, bei den Australian Open, erreichte er ohne Satzverlust den Achtelfinal, wo Milos Raonic wartete. Nach zwei verlorenen Sätzen drehte Wawrinka die Partie und schaffte den 2:2-Satzausgleich, ehe Raonic den letzten Satz mit 6:3 für sich entschied. Weiter ging es im Februar nach Marseille (Viertelfinal) sowie zum 500er-Turnier in Dubai, das er als zweiter Schweizer, nach dem Rekordsieger des Turniers Roger Federer (7), gewinnen konnte. Den Final bestritt er gegen Marcos Baghdatis.

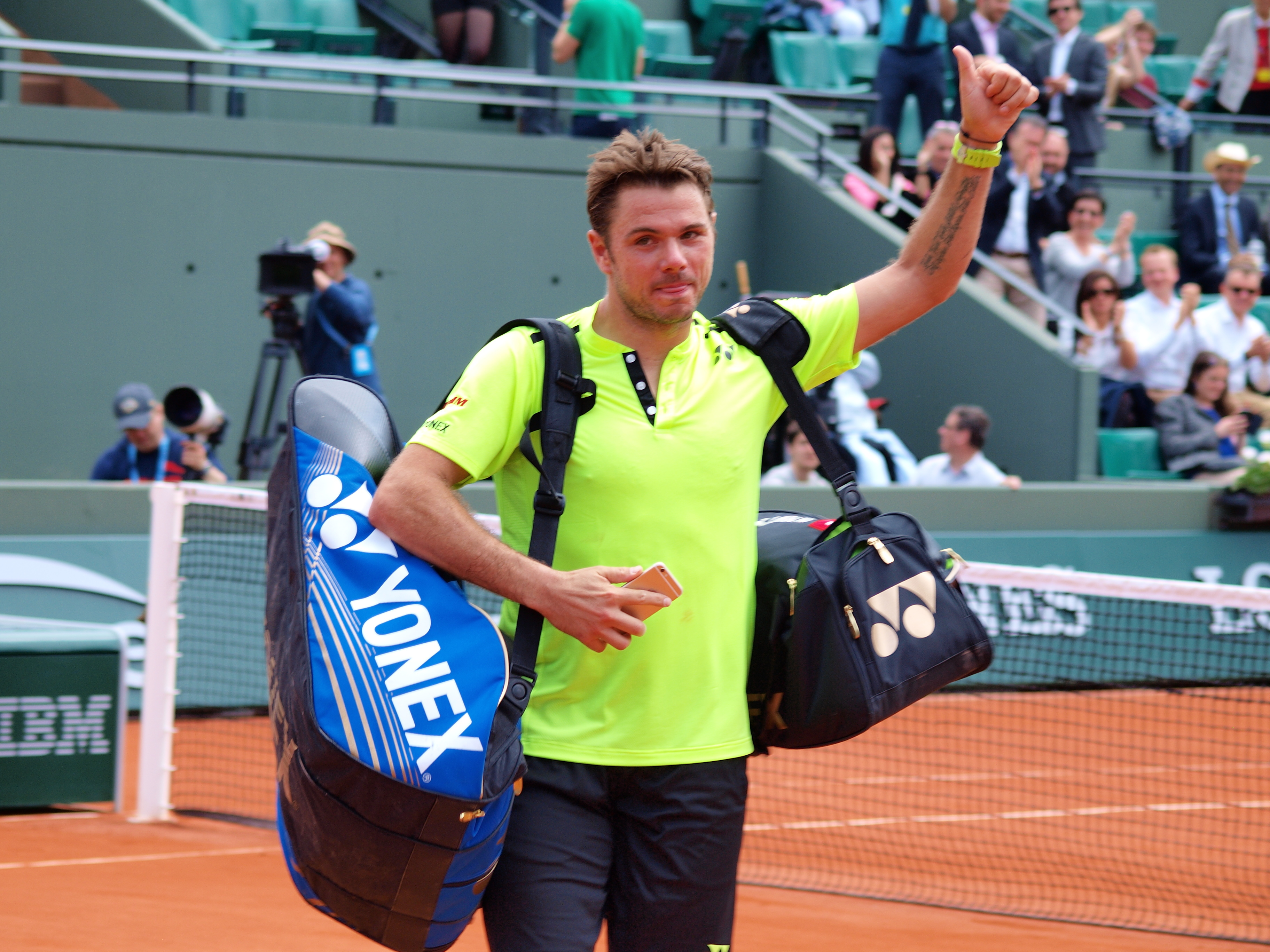
Wawrinka bei den French Open

Von März bis Mitte Mai bestritt Wawrinka sämtliche Masters-Turniere, schied jedoch meistens früh wieder aus. Lediglich in Monte-Carlo erreichte er den Viertelfinal, wo ihm jedoch bereits der achtfache Sieger Rafael Nadal gegenüberstand und ihn deutlich in zwei Sätzen besiegte. Bei seinem Heimturnier in Genf feierte er als Topgesetzter den Turniersieg, nach einem Finalerfolg über Marin Čilić. Mit diesem Sieg im Gepäck reiste er Ende Mai zur Titelverteidigung an die French Open, wo ihm die Auslosung Glück bescherte. Dennoch musste er in der ersten Runde gegen Lukáš Rosol bereits über fünf Sätze spielen, ehe er in die zweite Runde einzog. Nach weiteren Siegen über Taro Daniel, Jérémy Chardy, Viktor Troicki und Albert Ramos Viñolas im Viertelfinal, verlor er sein Halbfinalspiel gegen Andy Murray in vier Sätzen. In der Weltrangliste fiel er durch die 1280 verlorenen Punkte vom vierten auf den fünften Rang zurück. Beim dritten Grand-Slam-Turnier in Wimbledon, wo er im Vorjahr noch den Viertelfinal erreicht hatte, traf er bereits in der zweiten Runde auf den von seiner langwierigen Verletzung zurückgekehrten Juan Martín del Potro. Trotz gewonnenem Startsatz verlor Wawrinka am Ende deutlich in vier Sätzen.

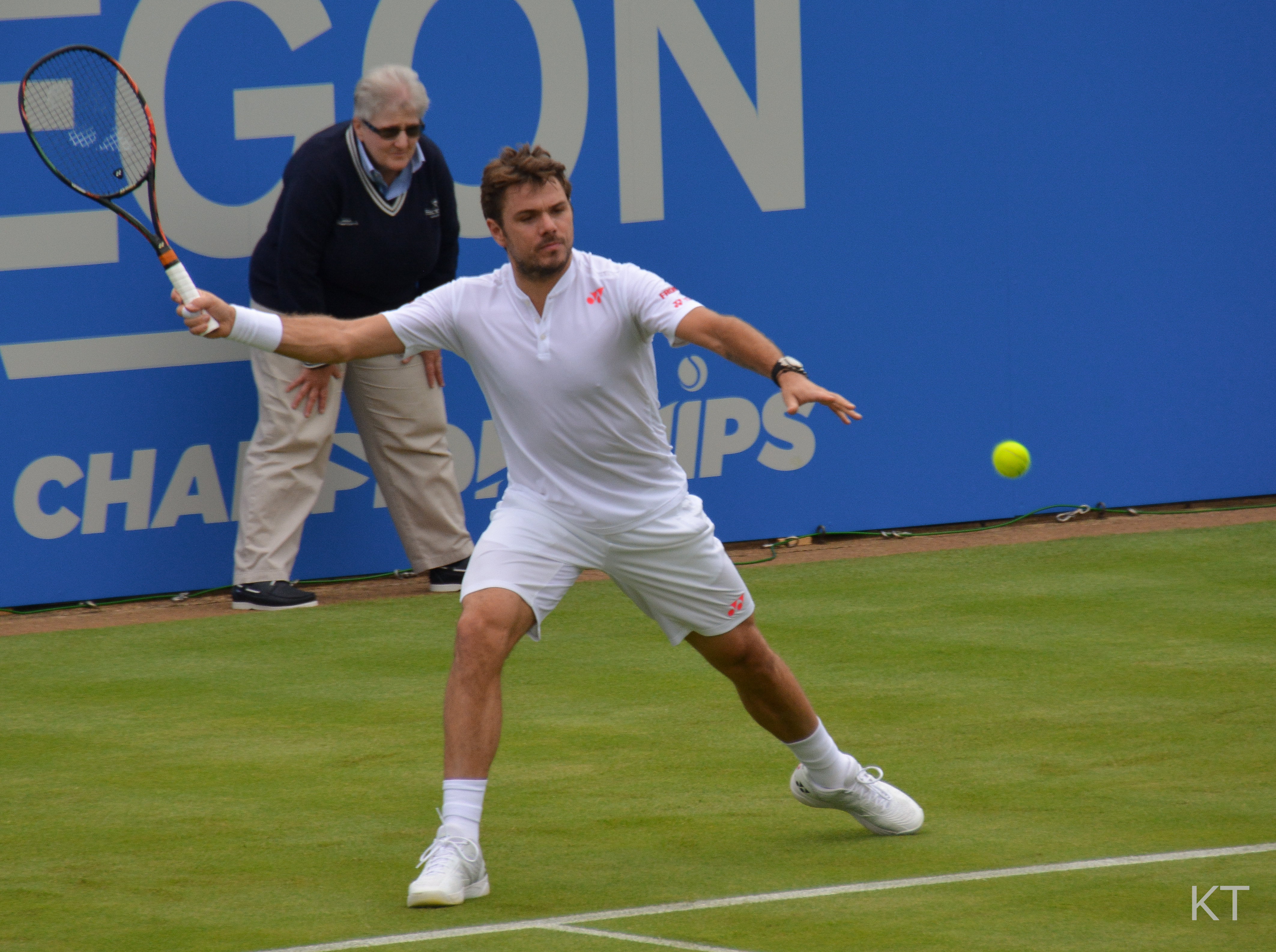
Wawrinka bei den AEGON Championships

Nach eher schwächeren Ergebnissen bei den Masters-Turnieren in Toronto und Cincinnati und der Absage für die Olympischen Spiele in Rio de Janeiro steigerte sich Wawrinka im Laufe der US Open. Nach Schwierigkeiten in der ersten Runde und Abwehr eines Matchballes in der dritten Runde gegen Daniel Evans stand er nach Siegen über Juan Martín del Potro und Kei Nishikori im Final Novak Đoković gegenüber. Der Serbe, der teils von Aufgaben seiner Gegner profitiert hatte, gewann den ersten Satz im Tiebreak. Danach wurde Wawrinka stärker und nahm seinem Gegner mehrmals den Aufschlag ab. Am Ende gewann er mit 6:7 (1:7), 6:4, 7:5 und 6:3. Für Wawrinka war es der elfte gewonnene Final hintereinander sowie sein dritter Grand-Slam-Titel. Die Serie der erfolgreichen Finals endete zwei Wochen später mit der Niederlage gegen Alexander Zverev beim Turnier in St. Petersburg.
Die Saison 2016 wurde für Wawrinka zur zweiterfolgreichsten Saison seiner Karriere mit vier Turniersiegen bei fünf erreichten Finals, 46 gewonnenen Partien, 6365 gesammelten Weltranglistenpunkten sowie dem dritten Grand-Slam-Titel seiner Karriere bei den US Open. Am Ende stand er wie bereits in den zwei vorangegangenen Saisons auf dem 4. Platz der Weltrangliste.

### Verletzungspause und Trainerwechsel (2017)
In die Saison 2017 startete Wawrinka mit der Teilnahme am Halbfinal in Brisbane, den er jedoch gegen Kei Nishikori in zwei Sätzen verlor. Beim ersten Grand-Slam-Turnier des Jahres in Australien startete er verhalten ins Turnier und musste in der ersten Runde gegen Martin Kližan über fünf Sätze spielen, ehe er nach 3:24 Stunden mit 6:4, 7:5, 4:6, 6:4 gewinnen konnte. In den nächsten Runden lief es bei ihm dann besser, und er musste auf dem Weg in den Halbfinal lediglich einen Satz im Drittrundenspiel gegen Viktor Troicki abgeben. Im Halbfinal kam es dann zu einem weiteren Duell mit seinem Landsmann Roger Federer, der bereits zum 13. Mal im Halbfinal der Australian Open stand. Federer setzte sich schliesslich in einem Fünfsatz-Match durch.
Nach einer Absage für Rotterdam und dem Erstrunden-Aus in Dubai erreichte er beim Indian Wells Masters den Final und stand zum zweiten Mal in diesem Jahr Roger Federer gegenüber. Wawrinka verlor den Final in zwei Sätzen mit 4:6 und 5:7. Im Mai konnte er den Titel bei seinem Heimturnier in Genf erfolgreich verteidigen, und bei den French Open erreichte er seinen vierten Grand-Slam-Final, den er deutlich in drei Sätzen gegen den Seriensieger Rafael Nadal verlor. In Wimbledon traf er in der ersten Runde auf Daniil Medwedew, der zuvor bereits neun Siege auf Rasen hatte feiern können und in der Woche zuvor in Eastbourne den Halbfinal erreicht hatte. So verwunderte es auch nicht, dass dieser Wawrinka viel abverlangte und den ersten Satz für sich entschied. Obwohl Wawrinka den Satzausgleich schaffte, verlor er das Spiel am Ende in vier Sätzen. Während des Spiels musste er sich mehrmals am linken Knie behandeln lassen und war offensichtlich angeschlagen. In der Folge konnte er seinem Gegner keine Gegenwehr mehr bieten.
Im August 2017 vermeldete Wawrinka, dass er sich einer Operation seines linken Knies unterziehen werde. Zuvor hatte er die Saison bereits für beendet erklärt und die Masters-Turniere von Montreal und Cincinnati abgesagt. Im Oktober 2017 trennten sich Wawrinka und sein Trainer Magnus Norman nach vierjähriger Zusammenarbeit auf Wunsch des Trainers. Daraufhin betreute ihn sein neuer Trainer Yannick Fattebert, der ihn bereits in den letzten Jahren neben Magnus Norman begleitet hatte.

### Comeback nach Knieoperation (2018–2019)
Nach einer sechsmonatigen Verletzungspause kehrte Wawrinka im Januar 2018 bei den Australian Open auf den Tennisplatz zurück. Erst wenige Tage zuvor hatte er sich für sein Comeback entschieden, nachdem er dieses zuvor mehrmals verschoben hatte. Gegen Ričardas Berankis lieferte er sich in der ersten Runde dann ein Duell über vier Sätze, das er mit 6:3, 6:4, 2:6, 7:6 (7:2) für sich entscheiden konnte. Wawrinka selbst sagte nach dem Spiel, dass er sich in den letzten vier Jahren nie so müde nach einem Spiel gefühlt und noch einen weiten Weg vor sich habe. Dies machte sich dann auch beim Zweitrundenspiel gegen Tennys Sandgren bemerkbar, das er deutlich in drei Sätzen verlor.
Anfang Februar trat er als topgesetzter Spieler in Sofia an und erreichte nach Siegen über Martin Kližan und Viktor Troicki den Halbfinal. Gegen den Qualifikanten Mirza Bašić, der im Achtelfinal bereits Philipp Kohlschreiber ausgeschaltet hatte, blieb Wawrinka chancenlos. Weiter reiste er nach Rotterdam (1. Runde) und Marseille (Achtelfinal), wo er jeweils früh aus dem Turnier ausschied. Kurz darauf gab er bekannt, dass er eine erneute Pause einlegen werde, um seinem Knie nach der Operation die nötige Erholungszeit zu geben. Entsprechend liess er auch die Masters-Turniere in Indian Wells und Miami aus und kehrte erst rund drei Monate nach seinem letzten Ernstkampf wieder auf den Platz zurück.
Mitte Mai bei den Rom Masters glückte ihm die Rückkehr auf die ATP Tour nicht, und er schied bereits in der ersten Runde in zwei Sätzen gegen Steve Johnson aus. Beim Heimturnier in Genf, bei dem er als Titelverteidiger mit einer Wildcard antrat, schied er bereits im Viertelfinal gegen Márton Fucsovics deutlich mit 4:6 und 0:6 aus. Zuvor schien es lange unklar, ob er überhaupt zur Titelverteidigung antreten werde, da er sich mit den Verantwortlichen des Turniers nicht über eine Verlängerung des Vertrages mit entsprechender Antrittsgage hatte einigen können. Letztlich entschied er sich jedoch, trotz diesen Umständen in seiner Heimat anzutreten und auf eine Antrittsgage zu verzichten.
Ende Mai reiste er zu den French Open und war als Nummer 23 im Hauptfeld gesetzt. Sein Erstrundengegner Guillermo García López, der selber bereits fünf Titel auf der ATP World Tour gewonnen hatte, schien ein besiegbarer Gegner, da er beim Masters von Madrid bereits in der ersten Runde ausgeschieden und eine Woche später beim Masters von Rom schon in der Qualifikation gescheitert war. Das Spiel gegen den Spanier ging ein weiteres Mal über fünf Sätze, und Wawrinka musste bereits im siebten Game das erste Mal seinen Physiotherapeuten auf den Platz rufen. In der Folge kam er jedoch immer besser ins Spiel, konnte zweimal einen Satz ausgleichen, bevor ihm dann im fünften Satz die Kraft ausging und sich offenbar sein Knie wieder bemerkbar machte. Am Ende verlor Wawrinka mit 2:6, 6:3, 6:4, 6:7 (5:7), 3:6. Wegen der durch die letztjährige Finalteilnahme verlorenen 1200 Punkte fiel er am 11. Juni 2018 in der Weltrangliste von Platz 30 auf Platz 263 zurück und damit erstmals seit über zehn Jahren – zuletzt am 10. März 2008 – aus den Top 30.
Als Vorbereitung für das dritte Grand-Slam-Turnier in Wimbledon entschied sich Wawrinka, im Londoner Queen’s Club bei den Fever-Tree Championships anzutreten. Als ungesetzter Spieler bescherte ihm die Auslosung Glück, und er traf in der ersten Runde auf den einheimischen Wildcard-Spieler Cameron Norrie, einen ebenfalls ungesetzten Spieler. Wawrinka wurde seiner Favoritenrolle gerecht und feierte seinen ersten Sieg auf Rasen seit 2016 und seinen erst fünften Sieg in der aktuellen Saison. Im Achtelfinal gegen Sam Querrey verpasste er mehrere Chancen, den ersten Satz für sich zu entscheiden, und schied am Ende in drei Sätzen aus. In Wimbledon scheiterte er in der zweiten Runde an Thomas Fabbiano in ebenfalls drei Sätzen. In der Hartplatz-Saison gelangen ihm unter anderem der Einzug ins Achtelfinale beim Masters in Toronto und ins Viertelfinale beim Masters in Cincinnati. Bei den US Open erreichte er die dritte Runde, in der er gegen Milos Raonic das Nachsehen hatte. In St. Petersburg zog er ins Halbfinale ein. Er beendete die Saison schließlich auf Rang 66 in der Weltrangliste.
In der Saison 2019 gelang ihm nach einem nicht allzu erfolgreichen Start, bei dem er unter anderem in der zweiten Runde der Australian Open gegen Milos Raonic in vier Sätzen ausgeschieden war, schließlich im Februar in Rotterdam sein erster Finaleinzug seit knapp anderthalb Jahren. Mit einer Wildcard ins Turnier gestartet gewann Wawrinka vier Spiele in Folge und besiegte dabei mit Milos Raonic, Denis Shapovalov und dem topgesetzten Kei Nishikori drei gesetzte Spieler. Im Endspiel musste er sich allerdings Gaël Monfils mit 3:6, 6:1 und 2:6 geschlagen geben. Dennoch rückte er durch diesen Erfolg wieder in die Top 50 der Weltrangliste vor. Im Anschluss wechselten sich bei Wawrinkas Turnierteilnahmen frühe Niederlagen mit Einzügen ins Viertelfinale ab. Letzteres erreichte er in Acapulco, beim Madrid Masters und schließlich auch bei den French Open. In vier Sätzen unterlag er in Roland Garros seinem Landsmann Roger Federer.
In der Rasensaison nahm Wawrinka an nur zwei Turnieren teil – im Queen’s Club und in Wimbledon – und schied dabei jeweils in seiner zweiten Partie aus. Auch bei den Masters-Turnieren in Montreal und Cincinnati kam er nicht über die zweite Runde hinaus. Erfolgreicher verliefen hingegen die US Open für ihn. Nach drei Auftakterfolgen profitierte er im Achtelfinale von der verletzungsbedingten Aufgabe Novak Đokovićs beim Stand von 6:4, 7:5 und 2:1. Im anschließenden Viertelfinale gegen Daniil Medwedew musste sich Wawrinka allerdings in vier Sätzen geschlagen geben. Seine nächste Turnierteilnahme erfolgte erst Mitte Oktober in Antwerpen. Dort zog der mit einer Wildcard gestartete Wawrinka nach drei Siegen ins Endspiel ein, in dem er auf Andy Murray traf. Diesem unterlag er mit 6:3, 4:6 und 4:6. In Basel erreichte Wawrinka das Viertelfinale, dass er verletzungsbedingt nicht gegen Roger Federer antreten konnte. Beim Masters in Paris verlor er sein Achtelfinale gegen Rafael Nadal. Er beendete das Jahr auf Weltranglistenposition 16.

### Challenger-Sieg und erneute Verletzung (2020–2022)
In der wegen der COVID-19-Pandemie nur in Teilen ausgetragenen Saison 2020 erzielte Wawrinka bei zehn Turnierteilnehmen gute Ergebnisse im Einzel. Er erreichte das Halbfinale in Doha sowie das Viertelfinale der Australian Open. Bei letzteren traf er dort auf Alexander Zverev, der sich in vier Sätzen gegen Wawrinka durchsetzte. Einen Monat später schied er in Acapulco im Viertelfinale gegen Grigor Dimitrow aus. Nachdem der Turnierbetrieb aufgrund der Pandemie zum Erliegen gekommen war, dauerte es bis August, ehe Wawrinka seine nächste Partie bestritt. Beim Challenger in Prag ging er, mit einer Wildcard ausgestattet, als topgesetzter Spieler ins Turnier und gewann sämtliche seiner Partie. Im Endspiel bezwang er Aslan Karazew mit 7:6 (7:2) und 6:4. Bei dem ebenfalls in Prag ausgetragenen darauffolgenden Challenger-Turnier musste Wawrinka aufgrund einer Fußverletzung seine Viertelfinalpartie kampflos absagen. Dort wäre er erneut auf Karazew getroffen. In Rom schied Wawrinka bereits in der ersten Runde aus. Bei den im September 2020 ausgetragenen French Open scheiterte Wawrinka in der dritten Runde in fünf Sätzen an Hugo Gaston. In St. Petersburg verlor er danach im Viertelfinale gegen Denis Shapovalov in zwei Sätzen. Nach einem Erstrunden-Aus in Wien schloss Wawrinka das Jahr mit einer Viertelfinalteilnahme beim Masters in Paris ab. Erneut unterlag er Alexander Zverev.
Die Saison 2021 begann Wawrinka mit einem Viertelfinal-Einzug beim Turnier in Melbourne. Bei den darauffolgenden Australian Open unterlag er in der zweiten Runde gegen Márton Fucsovics knapp im Tie-Break des fünften Satzes mit 9:11. Nach Erstrunden-Niederlagen in Rotterdam und Doha bestritt Wawrinka keine weiteren Turniere mehr in dieser Saison. Er unterzog sich im März einer Operation am linken Fuß und plante, ab Mai wieder zu spielen. Die Verletzung stellte sich jedoch als langwieriger heraus, zumal ein zweiter schwererer Folgeeingriff nötig wurde. Sein Comeback gab er schließlich erst in der Saison 2022 im März, als er beim Challenger-Turnier in Marbella spielte und in der ersten Runde gegen Elias Ymer verlor. Auch beim darauffolgenden Masters in Monte Carlo kam er nicht über die erste Runde hinaus, siegte dann aber in Rom gleich zweimal, ehe er im Achtelfinale Novak Đoković in zwei Sätzen unterlag. Sowohl bei den French Open als auch in Wimbledon folgten wiederum Auftaktniederlagen. Auch in Båstad, Montreal und Cincinnati schied er in der ersten Runde bereits aus. Bei den US Open gab Wawrinka verletzungsbedingt seine Erstrundenpartie gegen Corentin Moutet, gegen den er schon bei den French Open verloren hatte, beim Stand von 0:2-Sätzen auf. Nach überstandener Qualifikation zog Wawrinka beim direkt darauffolgenden Turnier in Metz ins Halbfinale ein, in dem er im ersten Satz gegen Alexander Bublik wiederum aufgeben musste. Nach Auftaktniederlagen in Astana und Antwerpen bezwang Wawrinka in Basel in seiner ersten Begegnung den an Position zwei gesetzten Christian Ruud in zwei Sätzen. Nach einem weiteren Sieg scheiterte er schließlich im Viertelfinale in zwei Sätzen an Roberto Bautista Agut.

### Doppeltitel in Gstaad und erneute Verletzungsprobleme (seit 2023)
Wawrinka bestritt seinen Saisonauftakt 2023 mit der Schweizer Mannschaft beim United Cup, kam bei diesem aber nicht über die Vorrunde hinaus. Bei den Australian Open schied er in fünf Sätzen gegen Alex Molčan aus. Kurz darauf bestritt er zwei Einzelpartien für die Schweizer Davis-Cup-Mannschaft in der Qualifikationsbegegnung gegen Deutschland. Dabei verlor er zunächst gegen Alexander Zverev, gewann dann aber die entscheidende Partie mit 2:1 gegen Daniel Altmaier. In Rotterdam und Marseille erreichte er jeweils das Viertelfinale, in Indian Wells unterlag er im Achtelfinale Jannik Sinner. Im Anschluss kam er mehrfach nicht über die zweite Runde hinaus, so auch bei den French Open. Gegen Thanasi Kokkinakis musste er sich in fünf Sätzen geschlagen geben. In Wimbledon traf er in der dritten Runde auf Novak Đoković, dem er in drei Sätzen unterlag. Während Wawrinka in Gstaad in der Einzelkonkurrenz im Achtelfinale scheiterte, verlief das Doppel für ihn deutlich erfolgreicher. Dank einer Wildcard des Veranstalters ging er mit Dominic Stricker an den Start und erreichte mit diesem das Endspiel, das die beiden gegen das topgesetzte Doppel Marcelo Demoliner und Matwé Middelkoop mit 7:6 (10:8) und 6:2 gewannen. Kurz darauf gelang Wawrinka in Umag auch der Finaleinzug im Einzel, sein erster seit Oktober 2019. Zwar gewann er gegen Alexei Popyrin den ersten Satz mit 7:5 im Tie-Break, er verlor jedoch die beiden nachfolgenden Sätze mit 3:6 und 4:6 und verpasste damit seinen ersten Titelgewinn seit 2017. Es folgten ein Achtelfinaleinzug in Cincinnati sowie ein Drittrundenaus gegen Jannik Sinner bei den US Open. In der Finalrunde des Davis Cups bestritt Wawrinka zwei Einzelpartien, von denen er eine gewann. Gegen Cameron Norrie siegte er in zwei Sätzen, während er gegen Ugo Humbert in ebenso zwei Sätzen verlor. Die Schweiz schied sieglos in der Vorrunde aus, Wawrinkas Einzelerfolg gegen Norrie war der einzige Schweizer Sieg in drei Begegnungen. Auf der ATP Tour schied Wawrinka bis Saisonende viermal bereits in der ersten Runde aus, lediglich in Stockholm und Metz gelang ihm der Einzug in die zweite Runde.
Die Saison 2024 verlief für Wawrinka ohne besondere Erfolge. Er nahm an insgesamt 20 Turnieren teil. Dabei schied er bei zehn Turnieren bereits in der ersten Runde aus, bei neun weiteren scheiterte er in der zweiten Runde. Allein beim Turnier in Stockholm überstand er nicht nur die ersten beiden Runden, sondern spielte sich sogar bis ins Halbfinale vor. Dort unterlag er Tommy Paul in zwei Sätzen. Im Saisonverlauf nahm Wawrinka in Paris zum dritten Mal in seiner Karriere an Olympischen Spielen teil. Nach einem Auftaktsieg gegen Pawel Kotow musste er sich in der zweiten Runde Alexei Popyrin geschlagen geben. Ohne Erfolge begann für Wawrinka auch die Saison 2025. Neben dem Erstrundenaus bei den Australian Open gegen Lorenzo Sonego folgten unter anderem drei weitere Auftaktniederlagen. Da Wawrinka in der Weltrangliste in der vorangegangenen Saison von Rang 49 auf Rang 161 zurückgefallen war, spielte er vermehrt Turniere auf der Challenger Tour. Dabei erreichte er im Mai das Finale in Aix-en-Provence, das er knapp im Tie-Break des dritten Satzes mit 4:7 gegen Borna Ćorić verlor.

### Davis Cup
Stan Wawrinka spielt seit 2004 für die Schweizer Davis-Cup-Mannschaft. Mit dieser feierte er 2014 seinen grössten Erfolg, als er an der Seite von Roger Federer den Final gegen Frankreich mit 3:1 zugunsten der Schweiz entschied. Es war der erste Titelgewinn der Schweiz im Davis Cup.

## Spielweise und Besonderheiten
Seine Rückhand und seine Aufschläge, welche eine Geschwindigkeit von bis zu 232 km/h erreichen, gelten als seine besonderen Stärken. Im Allgemeinen agiert er kraftvoll von der Grundlinie aus. Selbst wenn er vom Gegner unter Druck gesetzt wird, schafft er es mit einem Slice immer wieder, den Gegner an der Grundlinie zu halten und das Tempo aus dem Spiel zu nehmen. Bezüglich der Platzverhältnisse ist er sehr variabel. Er fühlt sich auf Sand- wie auf Hartplätzen wohl.
Als Schwäche galt lange sein Einbrechen in wichtigen Spielen. Dies belegten seine ersten Endspiele und die Bilanz gegen die Besten der ATP-Weltrangliste. Über die Jahre verbesserte Wawrinka allerdings seine mentale Stärke; das Training unter Magnus Norman legte ein besonderes Augenmerk auf exakt jene Schwäche.

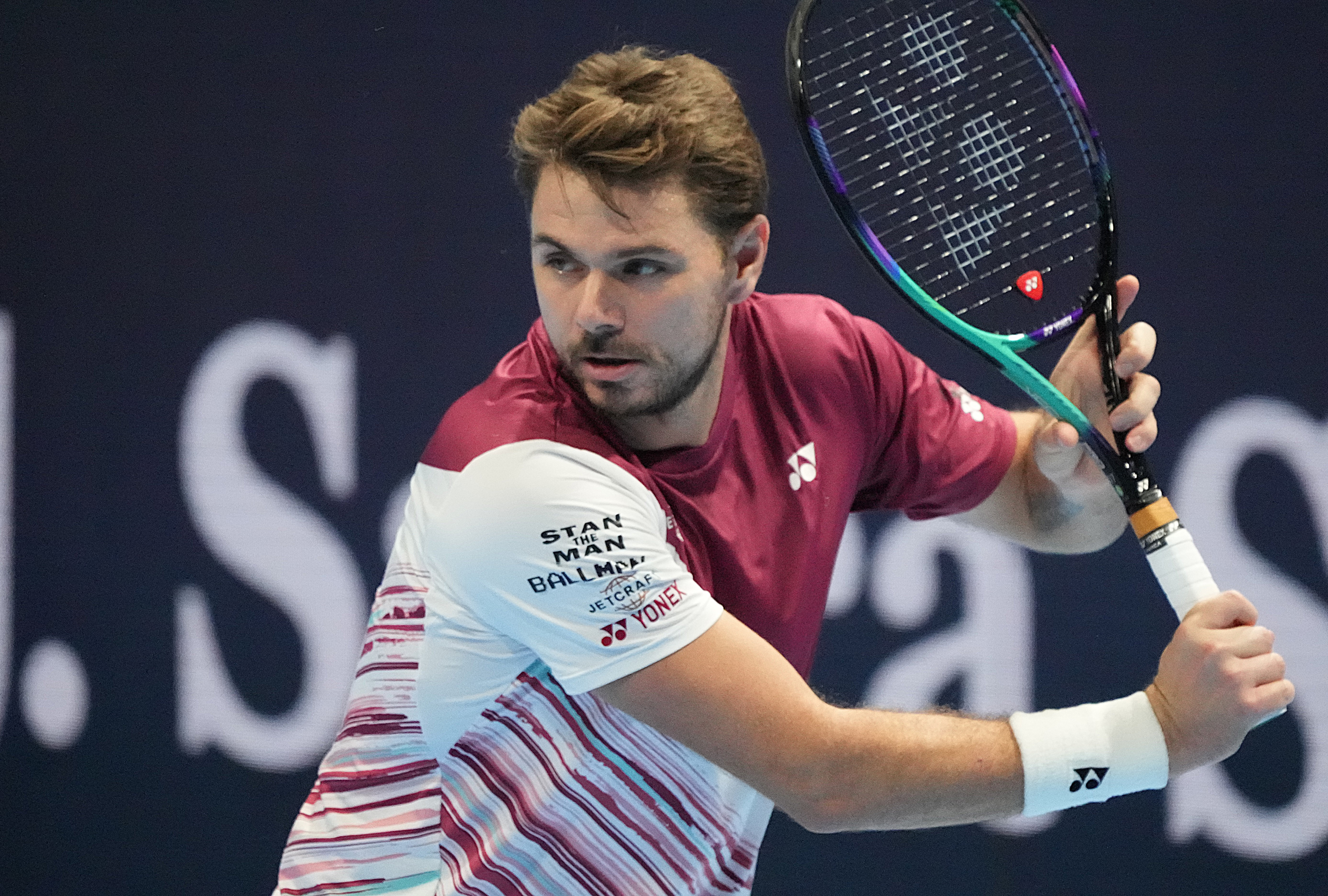
Stan Wawrinka, Basel 2022

Wawrinka wird öfter mit den Namen «Marathon-Man» oder «Marathon-Stan» betitelt, da er bei grösseren Turnieren immer wieder Spiele über die volle Distanz von drei bzw. fünf Sätzen spielt, welche hart umkämpft sind. So stand er beispielsweise auch beim längsten je gespielten Davis-Cup-Match auf dem Tennisplatz. Bei der Begegnung Schweiz gegen Tschechien in der Saison 2013 spielte Wawrinka an der Seite von Marco Chiudinelli gegen das Doppel Tomáš Berdych/Lukáš Rosol. Das Match dauerte insgesamt 7 Stunden und eine Minute, ehe Chiudinelli am Ende ein Doppelfehler unterlief zum Endergebnis von 4:6, 7:5, 4:6, 7:6 und 22:24 zugunsten der Tschechen.
Eine weitere sehr umkämpfte Partie gab es bei den Australian Open 2013, als Wawrinka im Achtelfinal auf den topgesetzten Novak Đoković traf. Trotz eines deutlich gewonnenen ersten Satzes (6:1) und einer 5:3-Führung im zweiten Satz bei eigenem Aufschlag konnte Đoković die Sätze zwei und drei für sich entscheiden. Den vierten Satz gewann der Schweizer im Tiebreak. Der fünfte Durchgang dauerte alleine 104 Minuten und endete mit 12:10 zugunsten des Weltranglistenersten. Das Match dauerte insgesamt 5 Stunden und 2 Minuten und endete mit 1:6, 7:5, 6:4, 6:7 (5:7), 12:10 aus Sicht von Đoković.

## Auszeichnungen

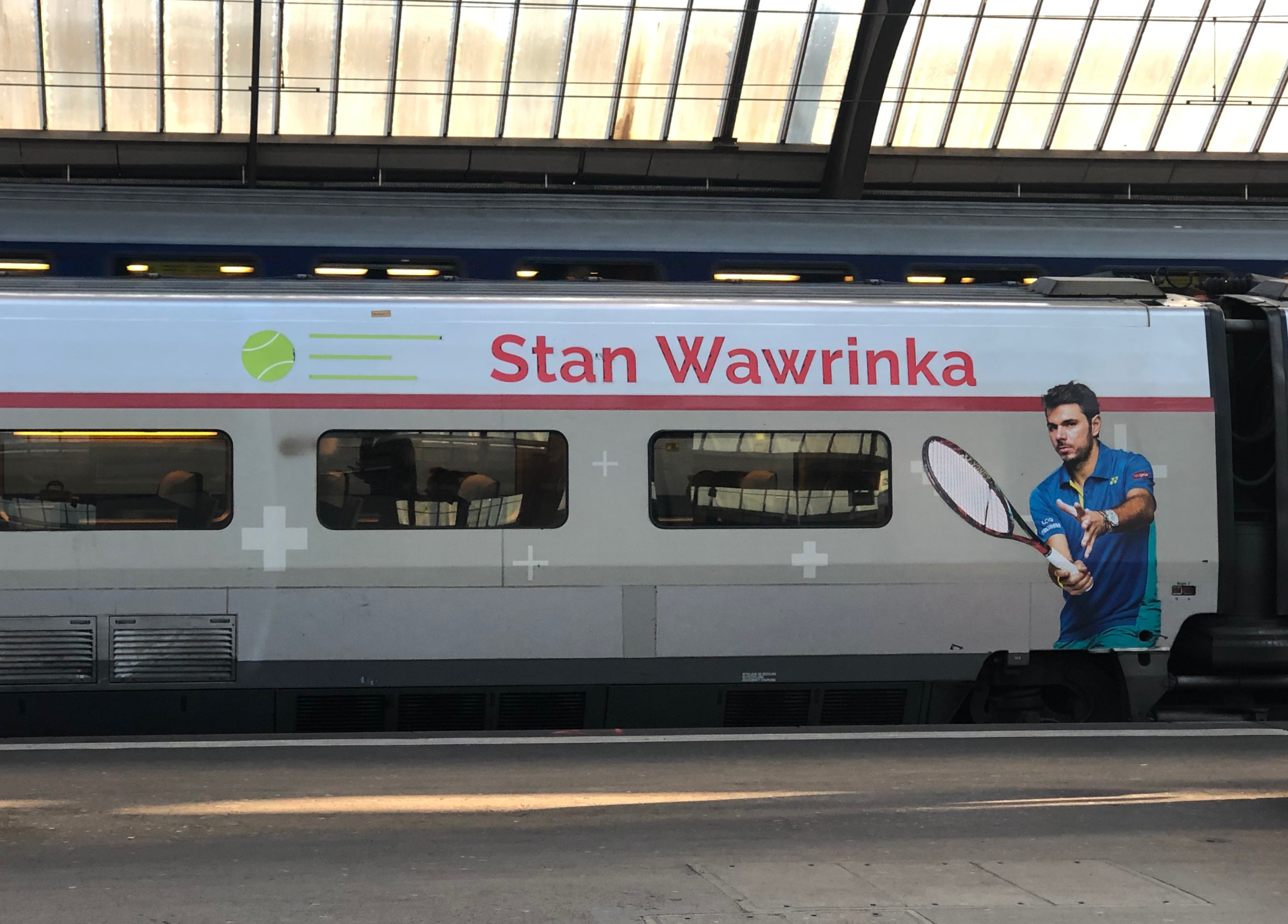
TGV Lyria

- Am 6. Dezember 2008 siegten Wawrinka und Roger Federer bei der Wahl zum Schweizer Sportler des Jahres in der Kategorie Team des Jahres. Massgebend war dabei der Gewinn der Goldmedaille im Doppelwettbewerb bei den Olympischen Spielen in Peking.[110] Am 13. Dezember 2015 erhielt er diese Auszeichnung auch in der Einzelsportler-Kategorie, insbesondere wegen seines Grand-Slam-Siegs beim French Open.[111]
- Am 11. Januar 2014 wurde Wawrinka zum Schweizer des Jahres 2013 gewählt und damit Nachfolger von Langläufer Dario Cologna.[112] Er gewann die Wahl vor dem Cabarettduo Divertimento (Platz 2) und vor seinem engen Freund, dem Sänger Bastian Baker (Platz 3).[113]
- Nach Stan Wawrinka ist eine Komposition des TGV Lyria benannt.

## Persönliches
Wawrinka besitzt sowohl die deutsche als auch die Schweizer Staatsbürgerschaft. Sein Vater Wolfram ist Deutscher, seine Mutter Isabelle Schweizerin. Sein Bürgerort ist Hallau (SH).
2009 heiratete Wawrinka seine langjährige Freundin Ilham Vuilloud. Im Februar 2010 kam die gemeinsame Tochter Alexia zur Welt. Im Januar 2011 gab das Paar die Trennung bekannt, da sich Wawrinka für die verbleibende Zeit im Profisport voll und ganz dem Tennis widmen wollte. Nachdem die beiden ein Jahr später wieder zueinander gefunden hatten, machte Wawrinka im April 2015 via Facebook die erneute Trennung publik. Von 2015 bis 2019 war Wawrinka mit der Tennisspielerin Donna Vekić zusammen.
Wawrinka ist Fan des Schweizer Eishockeyclubs Lausanne HC und sass zwischen 2011 und 2015 in dessen Verwaltungsrat.

## Leistungsbilanz

### Finalteilnahmen
Einzel
| Anzahl von Turniersiegen und Finalteilnahmen bei unterschiedlichen Turnieren und Platzbelägen |                           |                  |               |                           |                     |
|                                                                                               | Turniersiege              | Turniersiege     |               | Erreichte Finals          | Erreichte Finals    |
|                                                                                               | Turnierkategorien*        | Platzbeläge      |               | Turnierkategorien*        | Platzbeläge         |
|                                                                                               | Grand Slam (3)            | Hartplatz (9)    |               | Grand Slam (4)            | Hartplatz (16)      |
|                                                                                               | ATP Finals (0)            | Rasen (0)        |               | ATP Finals (0)            | Rasen (1)           |
|                                                                                               | ATP Tour Masters 1000 (1) | Sand (7)         |               | ATP Tour Masters 1000 (4) | Sand (14)           |
|                                                                                               | ATP Tour 500 (3)          | Teppich (0)      |               | ATP Tour 500 (6)          | Teppich (0)         |
|                                                                                               | ATP Tour 250 (9)          |                  |               | ATP Tour 250 (17)         |                     |
| Detaillierte Darstellung der Turniersiege                                                     |                           |                  |               |                           |                     |
| Nr.                                                                                           | Datum                     | Turnier          | Belag         | Finalgegner               | Ergebnis            |
| 01.                                                                                           | 30. Juli 2006             | Umag             | Sand          | Novak Đoković             | 6:6 aufgg.          |
| 02.                                                                                           | 11. April 2010            | Casablanca       | Sand          | Victor Hănescu            | 6:2, 6:3            |
| 03.                                                                                           | 09. Januar 2011           | Chennai          | Hartplatz     | Xavier Malisse            | 7:5, 4:6, 6:1       |
| 04.                                                                                           | 05. Mai 2013              | Oeiras           | Sand          | David Ferrer              | 6:1, 6:4            |
| 05.                                                                                           | 05. Januar 2014           | Chennai          | Hartplatz     | Édouard Roger-Vasselin    | 7:5, 6:2            |
| 06.                                                                                           | 26. Januar 2014           | Australian Open  | Hartplatz     | Rafael Nadal              | 6:3, 6:2, 3:6, 6:3  |
| 07.                                                                                           | 20. April 2014            | Monte Carlo      | Sand          | Roger Federer             | 4:6, 7:65, 6:2      |
| 08.                                                                                           | 11. Januar 2015           | Chennai          | Hartplatz     | Aljaž Bedene              | 6:3, 6:4            |
| 09.                                                                                           | 15. Februar 2015          | Rotterdam        | Hartplatz (i) | Tomáš Berdych             | 4:6, 6:3, 6:4       |
| 10.                                                                                           | 07. Juni 2015             | French Open      | Sand          | Novak Đoković             | 4:6, 6:4, 6:3, 6:4  |
| 11.                                                                                           | 11. Oktober 2015          | Tokio            | Hartplatz     | Benoît Paire              | 6:2, 6:4            |
| 12.                                                                                           | 10. Januar 2016           | Chennai          | Hartplatz     | Borna Ćorić               | 6:3, 7:5            |
| 13.                                                                                           | 27. Februar 2016          | Dubai            | Hartplatz     | Marcos Baghdatis          | 6:4, 7:613          |
| 14.                                                                                           | 21. Mai 2016              | Genf             | Sand          | Marin Čilić               | 6:4, 7:611          |
| 15.                                                                                           | 11. September 2016        | US Open          | Hartplatz     | Novak Đoković             | 6:71, 6:4, 7:5, 6:3 |
| 16.                                                                                           | 27. Mai 2017              | Genf             | Sand          | Mischa Zverev             | 4:6, 6:3, 6:3       |
| Detaillierte Darstellung der verlorenen Finals                                                |                           |                  |               |                           |                     |
| Nr.                                                                                           | Datum                     | Turnier          | Belag         | Finalgegner               | Ergebnis            |
| 01.                                                                                           | 10. Juli 2005             | Gstaad           | Sand          | Gastón Gaudio             | 4:6, 4:6            |
| 02.                                                                                           | 22. Juli 2007             | Stuttgart        | Sand          | Rafael Nadal              | 4:6, 5:7            |
| 03.                                                                                           | 14. Oktober 2007          | Wien             | Hartplatz (i) | Novak Đoković             | 4:6, 0:6            |
| 04.                                                                                           | 05. Januar 2008           | Doha             | Hartplatz     | Andy Murray               | 4:6, 6:4, 2:6       |
| 05.                                                                                           | 11. Mai 2008              | Rom              | Sand          | Novak Đoković             | 6:4, 3:6, 3:6       |
| 06.                                                                                           | 10. Januar 2010           | Chennai          | Hartplatz     | Marin Čilić               | 6:72, 6:73          |
| 07.                                                                                           | 24. Februar 2013          | Buenos Aires     | Sand          | David Ferrer              | 4:6, 6:3, 1:6       |
| 08.                                                                                           | 12. Mai 2013              | Madrid           | Sand          | Rafael Nadal              | 2:6, 4:6            |
| 09.                                                                                           | 21. Juni 2013             | ’s-Hertogenbosch | Rasen         | Nicolas Mahut             | 3:6, 4:6            |
| 10.                                                                                           | 25. September 2016        | Sankt Petersburg | Hartplatz (i) | Alexander Zverev          | 2:6, 6:3, 5:7       |
| 11.                                                                                           | 19. März 2017             | Indian Wells     | Hartplatz     | Roger Federer             | 4:6, 5:7            |
| 12.                                                                                           | 11. Juni 2017             | French Open      | Sand          | Rafael Nadal              | 2:6, 3:6, 1:6       |
| 13.                                                                                           | 17. Februar 2019          | Rotterdam        | Hartplatz (i) | Gaël Monfils              | 3:6, 6:1, 2:6       |
| 14.                                                                                           | 20. Oktober 2019          | Antwerpen        | Hartplatz (i) | Andy Murray               | 6:3, 4:6, 4:6       |
| 15.                                                                                           | 30. Juli 2023             | Umag             | Sand          | Alexei Popyrin            | 7:65, 3:6, 4:6      |

| Titel der ATP Challenger Tour |                 |               |       |                        |                 |
| Nr.                           | Datum           | Turnier       | Belag | Finalgegner            | Ergebnis        |
| 1.                            | 17. August 2003 | San Benedetto | Sand  | Salvador Navarro       | 6:1, 4:6, 6:4   |
| 2.                            | 24. August 2003 | Genf(1)       | Sand  | Emilio Benfele Álvarez | 6:1, 7:5        |
| 3.                            | 24. April 2004  | Barcelona     | Sand  | Kristof Vliegen        | 6:4, 6:3        |
| 4.                            | 22. August 2004 | Genf (2)      | Sand  | Christophe Rochus      | 4:6, 6:4 aufgg. |
| 5.                            | 14. Juni 2009   | Lugano (1)    | Sand  | Potito Starace         | 7:5, 6:3        |
| 6.                            | 13. Juni 2010   | Lugano (2)    | Sand  | Potito Starace         | 6:72, 6:2, 6:1  |
| 7.                            | 22. August 2020 | Prag          | Sand  | Aslan Karazew          | 7:62, 6:4       |

Doppel
| Anzahl von Turniersiegen und Finalteilnahmen bei unterschiedlichen Turnieren und Platzbelägen |                                 |                   |           |                                 |                                     |                     |
|                                                                                               | Turniersiege                    | Turniersiege      |           | Verlorene Finals                | Verlorene Finals                    |                     |
|                                                                                               | Turnierkategorien*              | Platzbeläge       |           | Turnierkategorien*              | Platzbeläge                         |                     |
|                                                                                               | ATP World Tour Masters 1000 (0) | Hartplatz (2)     |           | ATP World Tour Masters 1000 (1) | Hartplatz (2)                       |                     |
|                                                                                               | Olympische Spiele (1)           | Rasen (0)         |           | Olympische Spiele (0)           | Rasen (0)                           |                     |
|                                                                                               | ATP World Tour 500 (0)          | Sand (1)          |           | ATP World Tour 500 (0)          | Sand (2)                            |                     |
|                                                                                               | ATP World Tour 250 (2)          | Teppich (0)       |           | ATP World Tour 250 (3)          | Teppich (0)                         |                     |
| Detaillierte Darstellung der Turniersiege                                                     |                                 |                   |           |                                 |                                     |                     |
| Nr.                                                                                           | Datum                           | Turnier           | Belag     | Partner                         | Finalgegner                         | Ergebnis            |
| 01.                                                                                           | 16. August 2008                 | Olympische Spiele | Hartplatz | Roger Federer                   | Simon Aspelin Thomas Johansson      | 6:3, 6:4, 6:74, 6:3 |
| 02.                                                                                           | 06. Januar 2013                 | Chennai           | Hartplatz | Benoît Paire                    | Andre Begemann Martin Emmrich       | 6:2, 6:1            |
| 03.                                                                                           | 023. Juli 2023                  | Gstaad            | Sand      | Dominic Stricker                | Marcelo Demoliner Matwé Middelkoop  | 7:68, 6:2           |
| Detaillierte Darstellung der verlorenen Finals                                                |                                 |                   |           |                                 |                                     |                     |
| Nr.                                                                                           | Datum                           | Turnier           | Belag     | Partner                         | Finalgegner                         | Ergebnis            |
| 01.                                                                                           | 11. Juli 2004                   | Gstaad            | Sand      | Marc Rosset                     | Leander Paes David Rikl             | 4:6, 2:6            |
| 02.                                                                                           | 13. Juli 2008                   | Gstaad            | Sand      | Stéphane Bohli                  | Jaroslav Levinský Filip Polášek     | 6:3, 2:6, [9:11]    |
| 03.                                                                                           | 11. Januar 2009                 | Chennai           | Hartplatz | Jean-Claude Scherrer            | Eric Butorac Rajeev Ram             | 3:6, 4:6            |
| 04.                                                                                           | 20. März 2011                   | Indian Wells      | Hartplatz | Roger Federer                   | Oleksandr Dolhopolow Xavier Malisse | 4:6, 7:65, [7:10]   |

### Statistik

#### Einzel
| Turnier                      | 2025              | 2024              | 2023              | 2022              | 2021              | 2020              | 2019              | 2018              | 2017              | 2016              | 2015              | 2014              | 2013              | 2012              | 2011              | 2010              | 2009              | 2008              | 2007              | 2006              | 2005              | 2004              | 2003              | 2002              | Gesamt  |
| ---------------------------- | ----------------- | ----------------- | ----------------- | ----------------- | ----------------- | ----------------- | ----------------- | ----------------- | ----------------- | ----------------- | ----------------- | ----------------- | ----------------- | ----------------- | ----------------- | ----------------- | ----------------- | ----------------- | ----------------- | ----------------- | ----------------- | ----------------- | ----------------- | ----------------- | ------- |
| Australian Open              | 1R                | 1R                | 1R                | –                 | 2R                | VF                | 2R                | 2R                | HF                | AF                | HF                | S                 | AF                | 3R                | VF                | 3R                | 3R                | 2R                | 3R                | 2R                | –                 | –                 | –                 | –                 | 1       |
| French Open                  | 1R                | 2R                | 2R                | 1R                | –                 | 3R                | VF                | 1R                | F                 | HF                | S                 | 1R                | VF                | AF                | AF                | AF                | 3R                | 3R                | 2R                | 1R                | 3R                | –                 | –                 | –                 | 1       |
| Wimbledon                    | –                 | 2R                | 3R                | 1R                | –                 | n. a.             | 2R                | 2R                | 1R                | 2R                | VF                | VF                | 1R                | 1R                | 2R                | 1R                | AF                | AF                | 1R                | 3R                | 1R                | –                 | –                 | –                 | 0       |
| US Open                      |                   | 1R                | 3R                | 1R                | –                 | –                 | VF                | 3R                | –                 | S                 | HF                | VF                | HF                | AF                | 2R                | VF                | 1R                | AF                | AF                | 3R                | 3R                | –                 | –                 | –                 | 1       |
| ATP Finals                   |                   | –                 | –                 | –                 | –                 | –                 | –                 | –                 | –                 | RR                | HF                | HF                | HF                | –                 | –                 | –                 | –                 | –                 | –                 | –                 | –                 | –                 | –                 | –                 | 0       |
| Indian Wells Masters         | –                 | 1R                | AF                | –                 | –                 | n. a.             | 3R                | –                 | F                 | AF                | 2R                | AF                | AF                | 3R                | VF                | –                 | AF                | VF                | –                 | 2R                | –                 | –                 | –                 | –                 | 0       |
| Miami Masters                | –                 | –                 | –                 | –                 | –                 | n. a.             | 2R                | –                 | AF                | 2R                | 3R                | AF                | –                 | –                 | 2R                | 3R                | AF                | 2R                | –                 | 2R                | –                 | –                 | –                 | –                 | 0       |
| Monte Carlo Masters          | 1R                | 1R                | 2R                | 1R                | –                 | n. a.             | 2R                | –                 | AF                | VF                | AF                | S                 | VF                | VF                | –                 | AF                | HF                | 1R                | –                 | 1R                | –                 | –                 | –                 | –                 | 1       |
| Madrid Masters               | –                 | –                 | 2R                | –                 | –                 | n. a.             | VF                | –                 | 2R                | 2R                | AF                | 2R                | F                 | AF                | 1R                | AF                | AF                | AF                | 1R                | –                 | –                 | –                 | –                 | –                 | 0       |
| Rom Masters                  | –                 | –                 | 2R                | 3R                | –                 | 1R                | 1R                | 1R                | AF                | AF                | HF                | AF                | 2R                | AF                | AF                | VF                | AF                | F                 | 1R                | 1R                | 2R                | –                 | –                 | –                 | 0       |
| Hamburg Masters1             | nicht ausgetragen | nicht ausgetragen | nicht ausgetragen | nicht ausgetragen | nicht ausgetragen | nicht ausgetragen | nicht ausgetragen | nicht ausgetragen | nicht ausgetragen | nicht ausgetragen | nicht ausgetragen | nicht ausgetragen | nicht ausgetragen | nicht ausgetragen | nicht ausgetragen | nicht ausgetragen | nicht ausgetragen | 2R                | 1R                | 1R                | –                 | –                 | –                 | –                 | 0       |
| Kanada Masters               |                   | –                 | –                 | 1R                | –                 | n. a.             | AF                | AF                | –                 | HF                | 2R                | AF                | 2R                | –                 | VF                | 2R                | AF                | AF                | 2R                | –                 | 1R                | –                 | –                 | –                 | 0       |
| Cincinnati Masters           |                   | –                 | AF                | 1R                | –                 | 2R                | 2R                | VF                | –                 | AF                | VF                | VF                | 2R                | HF                | 1R                | 2R                | 1R                | –                 | 1R                | AF                | –                 | –                 | –                 | –                 | 0       |
| Shanghai Masters             |                   | 2R                | 1R                | nicht ausgetragen | nicht ausgetragen | nicht ausgetragen | –                 | 1R                | –                 | AF                | VF                | 2R                | VF                | AF                | AF                | 2R                | AF                | nicht ausgetragen | nicht ausgetragen | nicht ausgetragen | nicht ausgetragen | nicht ausgetragen | nicht ausgetragen | nicht ausgetragen | 0       |
| Paris Masters                |                   | –                 | 1R                | 1R                | –                 | VF                | 3R                | –                 | –                 | 2R                | HF                | AF                | VF                | AF                | 1R                | AF                | 1R                | 2R                | AF                | 2R                | 2R                | –                 | –                 | –                 | 0       |
| Olympische Spiele            | n. a.             | 2R                | n. a.             | n. a.             | –                 | nicht ausgetragen | nicht ausgetragen | nicht ausgetragen | nicht ausgetragen | –                 | nicht ausgetragen | nicht ausgetragen | nicht ausgetragen | 1R                | nicht ausgetragen | nicht ausgetragen | nicht ausgetragen | 2R                | nicht ausgetragen | nicht ausgetragen | nicht ausgetragen | –                 | n. a.             | n. a.             | 0       |
| Davis Cup                    |                   | –                 | RR                | –                 | –                 | n. a.             | –                 | –                 | –                 | –                 | PO                | S                 | PO                | PO                | PO                | –                 | PO                | PO                | PO                | PO                | PO                | VF                | –                 | –                 | 1       |
| Turnierteilnahmen4           | 0                 | 17                | 20                | 14                | 4                 | 8                 | 20                | 17                | 12                | 21                | 22                | 18                | 23                | 19                | 20                | 18                | 19                | 21                | 22                | 24                | 14                | 6                 | 4                 | 0                 | 363     |
| Erreichte Finals             | 0                 | 0                 | 1                 | 0                 | 0                 | 0                 | 2                 | 0                 | 3                 | 5                 | 4                 | 3                 | 4                 | 0                 | 1                 | 2                 | 0                 | 2                 | 2                 | 1                 | 1                 | 0                 | 0                 | 0                 | 31      |
| Gewonnene Einzel-Titel       | 0                 | 0                 | 0                 | 0                 | 0                 | 0                 | 0                 | 0                 | 1                 | 4                 | 4                 | 3                 | 1                 | 0                 | 1                 | 1                 | 0                 | 0                 | 0                 | 1                 | 0                 | 0                 | 0                 | 0                 | 16      |
| Hartplatz-Siege/-Niederlagen | 0:0               | 16:15             | 16:15             | 5:8               | 3:3               | 13:6              | 23:12             | 14:11             | 14:5              | 33:12             | 37:12             | 26:12             | 23:14             | 16:9              | 23:10             | 19:12             | 15:12             | 19:14             | 16:12             | 14:12             | 3:8               | 0:1               | 0:0               | 0:0               | 336:207 |
| Sand-Siege/-Niederlagen      | 0:0               | 9:7               | 9:7               | 2:4               | 0:0               | 2:2               | 8:5               | 1:3               | 12:4              | 12:4              | 13:4              | 6:3               | 24:7              | 19:9              | 11:7              | 17:6              | 13:7              | 14:6              | 5:7               | 13:7              | 12:4              | 0:5               | 2:3               | 0:0               | 199:112 |
| Rasen-Siege/-Niederlagen     | 0:0               | 2:1               | 2:1               | 1:2               | 0:0               | 0:0               | 2:2               | 2:3               | 0:2               | 1:2               | 5:2               | 7:2               | 4:2               | 0:2               | 2:3               | 0:1               | 3:1               | 3:1               | 0:3               | 2:3               | 0:2               | 0:0               | 0:0               | 0:0               | 35:35   |
| Teppich-Siege/-Niederlagen   | nicht genutzt     | nicht genutzt     | nicht genutzt     | nicht genutzt     | nicht genutzt     | nicht genutzt     | nicht genutzt     | nicht genutzt     | nicht genutzt     | nicht genutzt     | nicht genutzt     | nicht genutzt     | nicht genutzt     | nicht genutzt     | nicht genutzt     | nicht genutzt     | nicht genutzt     | 2:0               | 0:2               | 5:3               | 1:2               | 0:1               | 0:1               | 0:0               | 8:9     |
| Gesamt-Siege/-Niederlagen4   | 0:0               | 27:23             | 27:23             | 8:14              | 3:3               | 15:8              | 33:19             | 17:17             | 26:11             | 46:18             | 55:18             | 39:17             | 51:23             | 35:20             | 36:20             | 36:19             | 31:20             | 38:21             | 21:24             | 33:24             | 16:16             | 0:7               | 2:4               | 0:0               | 578:363 |
| Jahresendposition            |                   | 161               | 49                | 151               | 82                | 18                | 16                | 66                | 9                 | 4                 | 4                 | 4                 | 8                 | 17                | 17                | 21                | 21                | 13                | 36                | 30                | 55                | 162               | 169               | 690               | N/A     |

Zeichenerklärung: S = Turniersieg; F, HF, VF, AF = Einzug ins Finale / Halbfinale / Viertelfinale / Achtelfinale; 1R, 2R, 3R = Ausscheiden in der 1. / 2. / 3. Hauptrunde; RR = Round Robin (Gruppenphase);
PO = Playoff (Auf- und Abstiegsrunde in der Davis-Cup-Weltgruppe); n. a. = Turnier wurde in dem Jahr nicht ausgetragen
1 Das Turnier von Hamburg ist seit 2009 nicht mehr Teil der Masters-Serie.

2 Das Turnier von Stockholm fand nur von 1990 bis 1995 als Masters-Turnier statt.

3 Das Turnier von Stuttgart fand 1995 einmal in Essen statt und war davor nicht Teil der Masters-Serie.

4 Hier gelten nur – wie auch bei Finalteilnahmen und gewonnenen Titeln – Turniere der ATP Tour sowie die vier Grand-Slam-Turniere und die ATP Finals; d. h. keine Challenger- und Future-Turniere oder Mannschaftswettbewerbe (Davis Cup oder World Team Cup).
4 Letztere zählen jedoch in den Sieg/Niederlagen-Statistiken rein. Kurzfristige Rücktritte vom Match zählen weder zu den Turnierteilnahmen (wenn in der ersten Runde) noch zur Siegesbilanz.

Stand: 6. Januar 2025